# William-Adolphe Bouguereau
William-Adolphe Bouguereau (La Rochelle, 30 novembre 1825 – La Rochelle, 19 agosto 1905) è stato un pittore e docente francese appartenente alla corrente dell'accademismo.

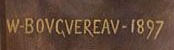
Firma pittorica

Avendo manifestato un considerevole talento fin dall'infanzia, ricevette la sua formazione artistica in una delle più prestigiose scuole d'arte del suo tempo: l'École des Beaux-Arts a Parigi, di fianco al museo del Louvre; ne divenne in seguito uno dei docenti più ricercati e insegnò anche all'Académie Julian, una scuola privata di pittura e scultura. La sua carriera fiorì nel periodo aureo dell'arte accademica, di cui è stato uno dei rappresentanti più famosi, nonché un ardente sostenitore.
La sua pittura è caratterizzata da una perfetta padronanza sia della forma che della tecnica, con una finitura di alta qualità che riesce a ottenere grandi effetti di realismo. In termini di stile, era un pittore emininemente accademico. Per certi versi, la sua arte può anche essere considerata parte dell'eclettismo, approccio culturale che dominò la seconda metà del XIX secolo, dato che era solito unire elementi di neoclassicismo con altri di romanticismo, in una resa naturalistica e al tempo stesso venata d'idealismo. Ha prodotto un vasto numero di opere, concentrandosi su temi di mitologia classica, ma spaziando anche nel campo dell'allegoria, della storia e della religione; è conosciuto anche per i suoi ritratti di nudo artistico e per scene di genere con giovani contadine e pastorelle.
Accumulò una vasta fortuna e si guadagnò ampia fama internazionale, ricevendo numerosi premi e decorazioni, come il Prix de Rome e la Legion d'onore. Però verso la fine della carriera cominciò a essere sempre più screditato dai precursori del modernismo. Poco dopo la sua morte, all'inizio del XX secolo, il suo lavoro, considerato dai più vuoto e artificiale, un modello di tutto ciò che l'arte non dovrebbe essere, fu rapidamente dimenticato. Tuttavia nei successivi anni Ottanta è stato progressivamente rivalutato. Oggi è considerato uno dei grandi pittori del XIX secolo.

## Biografia

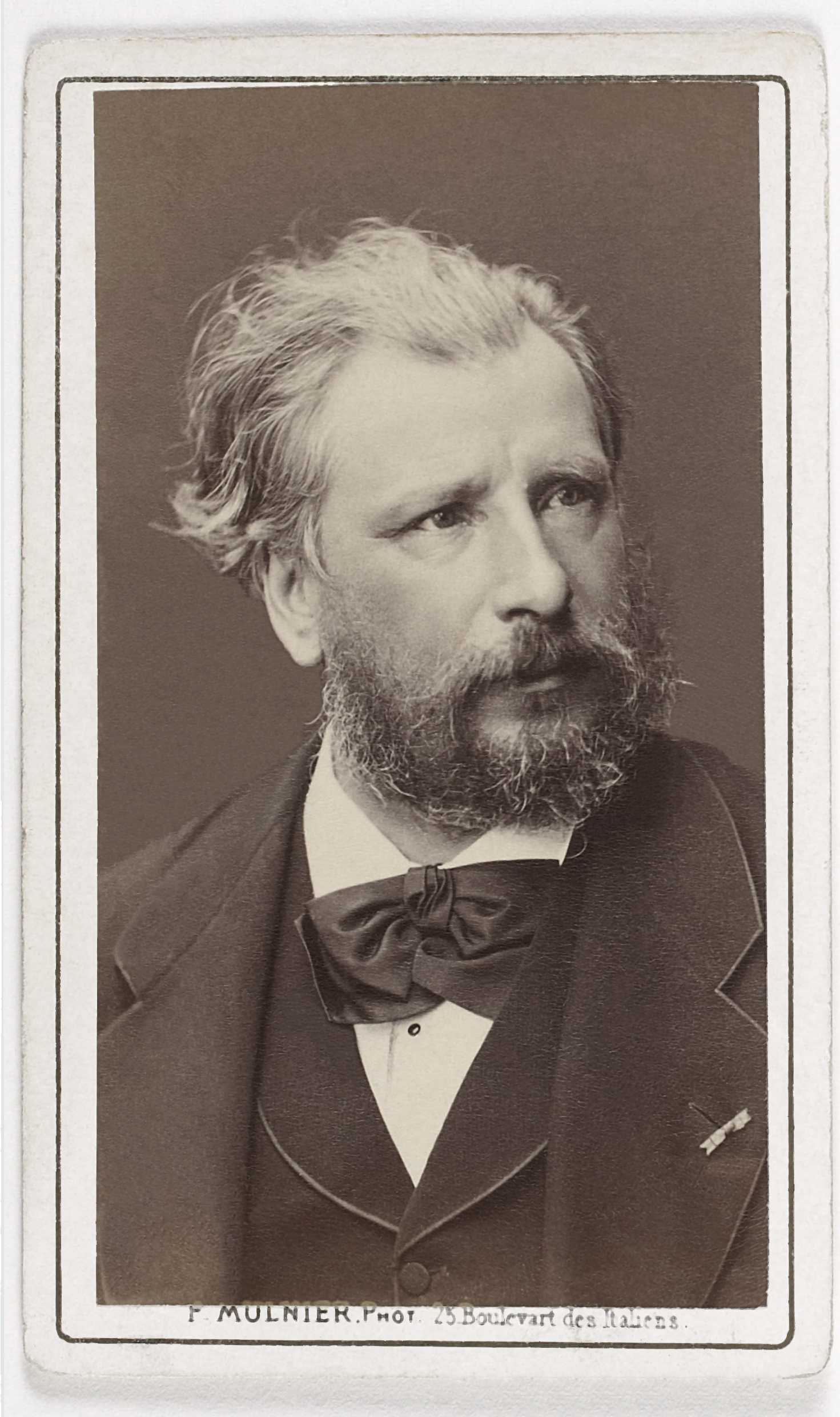
Foto del 1880 circa

William-Adolphe Bouguereau nacque a La Rochelle il 30 novembre 1825 da una modesta famiglia di antiche origini inglesi e di confessione cattolica. Suo padre Théodore e sua madre Marguérite Bonnin erano commercianti di vino e olio di Bordeaux; aveva un fratello maggiore, Alfred, e una sorella minore, Marie, morta ad appena sette anni. La famiglia si trasferì in seguito a Saint-Martin-de-Ré, per poi tornare a Bordeaux.
I genitori prevedevano che William s'inserisse nell'azienda di famiglia, ma lo zio paterno Eugène, prete cattolico dal quale visse a Mortagne dal 1837 al 1841, li convinse a far compiere al ragazzo gli studi superiori e lo introdusse alla letteratura francese, alla Bibbia e all'amore per la natura. William apprese i rudimenti del disegno con il pittore Louis Sage, un ex-alunno di Jean-Auguste-Dominique Ingres, presso la Scuola cattolica di Pons.
Visto il talento che il giovane dimostrava sin da piccolo, il padre  gli permise d'intraprendere la carriera artistica. William venne così iscritto alla "Scuola comunale di disegno e pittura" di Bordeaux, dove apprese i primi elementi dell'arte con Charles Marionneau, artista locale. Per guadagnarsi qualcosa, William disegnava etichette da stampare in cromolitografia per barattoli di marmellate e di conserve di frutta.
Diventato presto il migliore della classe, a vent'anni, nel marzo 1846, Bouguereau si trasferì a Parigi per seguire i corsi della Scuola di belle arti di Parigi ed entrò nell'atelier di François-Édouard Picot. Per perfezionarsi nel disegno del corpo umano assistette a lezioni di anatomia, inoltre studiò archeologia, usi e costumi storici, letteratura classica (Ovidio e Virgilio) e mitologia greca, i cui temi ed episodi avrebbero spesso ispirato i suoi lavori.
Nel 1848 tentò il concorso per il Prix de Rome con il quadro San Pietro, dopo la sua liberazione dal carcere, viene a trovare i fedeli a casa di Maria, nel 1849 riprovò con Ulisse riconosciuto da Euriclea; in entrambi i casi arrivò secondo, dietro a Gustave Boulanger. Ritentò infine nel 1850 e vinse il primo premio, consistente in un soggiorno di studio di tre anni a Villa Medici, con la tela Zenobia ritrovata dai pastori sulle rive dell'Araxa.
Andò quindi a Roma, ospite di Villa Medici, dal 1851 al 1854: durante questo periodo Bouguereau si impegnò a fondo negli studi della pittura rinascimentale italiana (il suo artista prediletto fu Raffaello) e delle opere dell'antichità greca, etrusca e romana. Inoltre, visitò altre città del Sud Italia come Napoli, Capri, Amalfi e Pompei.
Tornato a Parigi, iniziò la sua fortunata e contrastata carriera di pittore accademico, che portò avanti con estremo rigore e con coerenza stilistica, senza alcun cedimento, mentre attorno a lui venivano agitandosi i primi fermenti dell'innovazione impressionista.
Nel 1856 sposò Marie-Nelly Monchablon, dalla quale ebbe cinque figli.
Nel 1860, essendosi diffuso il suo nome anche in Inghilterra, Bouguereau poté allestire un ampio studio nel quartiere di Montparnasse.

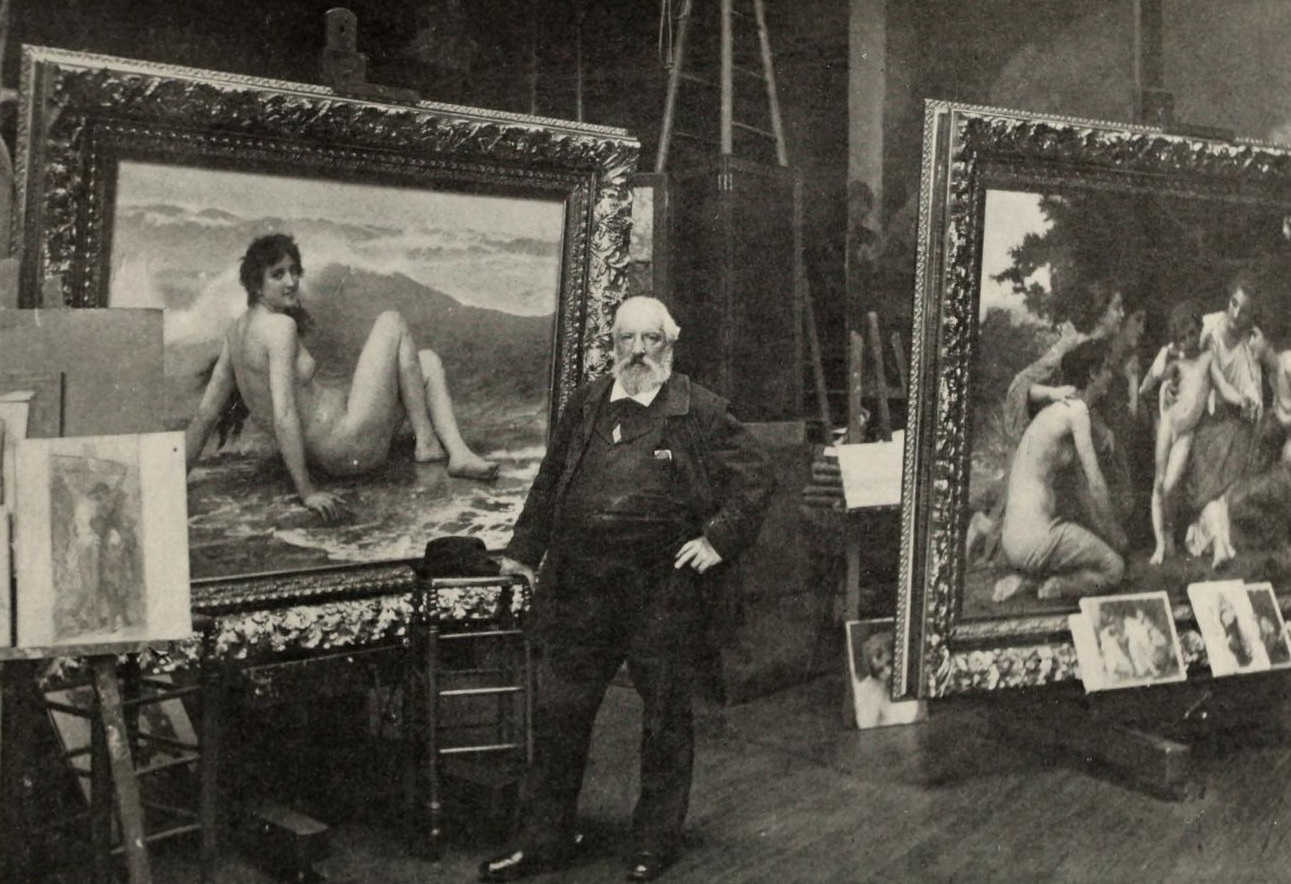
Nel suo studio, nei primi anni del '900

Nel 1866 Bouguereau consolidò la sua fama e la sua carriera: il celebre mercante d'arte Paul Durand-Ruel decise infatti di occuparsi di lui e della promozione delle sue opere, permettendone anche l'esposizione nel celebre Salon di Parigi. Questo sodalizio diede ampi frutti: le vendite dei suoi quadri si moltiplicarono grazie ai collezionisti privati (qualche opera fu acquistata addirittura da Napoleone III per il Palazzo delle Tuileries), ma soprattutto per la diffusione delle sue opere negli Stati Uniti, dove Durand-Ruel aveva una galleria e dove Bouguereau ebbe un successo straordinario. Ne fu prova l'esposizione organizzata per l'Expo di Parigi del 1878, quando la Commissione organizzatrice riuscì a mettere assieme solo 12 tele di Bouguereau, poiché il resto si trovava oltre oceano.
Bouguereau dovette all'America gran parte della sua fortuna e della sua fama, oltre che numerosissimi premi e riconoscimenti, ma soprattutto le maggiori iniziative per la sua "riscoperta" negli ultimi anni del 1900. Egli stesso, per diffondere la conoscenza delle sue opere in Francia, firmò un contratto con l'editore Goupil per la vendita delle riproduzioni dei suoi quadri sotto forma di incisioni.

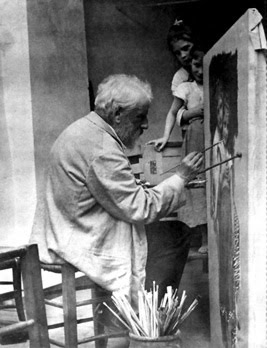
Bouguereau al lavoro nel suo studio

Nel 1875 Bouguereau fu chiamato a insegnare pittura all'Académie Julian. L'anno seguente fu eletto membro a vita dell'Accademia di Belle arti.
A questi riconoscimenti però seguirono anni molto tristi: nel 1877 morirono la moglie e due figli. Questo grave lutto rallentò per diverso tempo la sua attività e ne condizionò l'ispirazione.
Nel 1885 Bouguereau fu eletto presidente della Fondazione Taylor, incarico che ricoprì finché visse. Lo stesso anno gli fu assegnata la Medaglia d'Onore del Salon de Paris e fu nominato Commendatore della Legion d'Onore.
Nel 1888 assunse la presidenza della "Scuola di belle arti" di Parigi e contestualmente quella dell'Académie Julian. Da quell'anno in poi le sue opere, indipendentemente dal soggetto, furono regolarmente esposte ogni anno al Salon per tutto il resto della sua carriera. In quel periodo si dedicò anche a grandi lavori decorativi, fra i quali spiccano il palazzo Bortholoni e il soffitto del Teatro Grande di Bordeaux.
Nel 1896, all'età di 71 anni, Bouguereau si risposò con Elizabeth Jane Gardner, una sua fedele allieva americana di dodici anni più giovane che gli era stata accanto per molto tempo. Elizabeth, seguace e imitatrice del maestro, ebbe un ruolo determinante nel promuovere l'accesso delle donne artiste in varie istituzioni artistiche francesi.
Nel 1905 la casa e lo studio parigino di Bouguereau furono svaligiati e devastati dai ladri. Egli, a 79 anni, riparò allora sulla costa atlantica a La Rochelle, sua città natale. Qualche mese dopo, però, una crisi cardiaca ne concluse improvvisamente l'esistenza.

## Opere

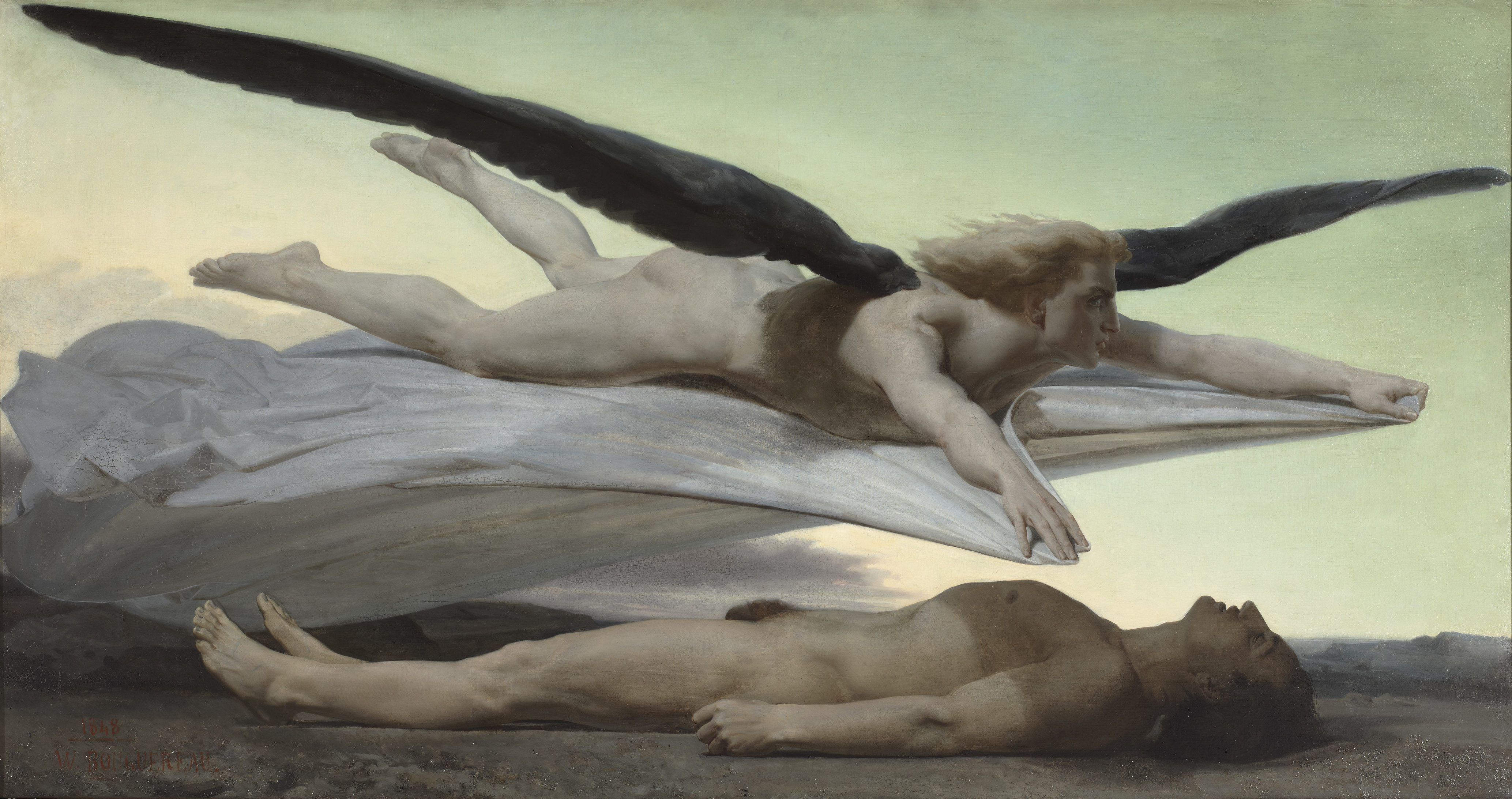
Uguaglianza davanti alla morte (1848, Musée d'Orsay, Parigi)

Di William Bouguereau sono catalogate 822 opere, ma certamente egli ne realizzò altre di cui non sono note l'identità e la dislocazione.
Le opere a soggetto mitologico, prevalentemente greco, sono molte e ripropongono temi già interpretati nel Rinascimento e nel periodo neo-classico, i periodi che maggiormente hanno influenzato l'arte di Bouguereau. Lo stesso può dirsi per i soggetti allegorici. Il suo repertorio comprendeva inoltre scene bucoliche, idilliache e campestri, e soggetti con il tema dell'infanzia e della famiglia.
Ciò che appare sempre evidente è la predilezione per l'immagine femminile, per la quale egli può essere affiancato ai grandi "pittori delle donne" come Henri Gervex, Alexandre Cabanel o Jean-Léon Gérôme, con i quali condivide la rappresentazione del nudo accademico, dove il corpo idealizzato della donna è esaltato dalla perfezione delle forme e dalla perfetta armonia dinamica delle pose.

### Il mercato e il consolidarsi di uno stile

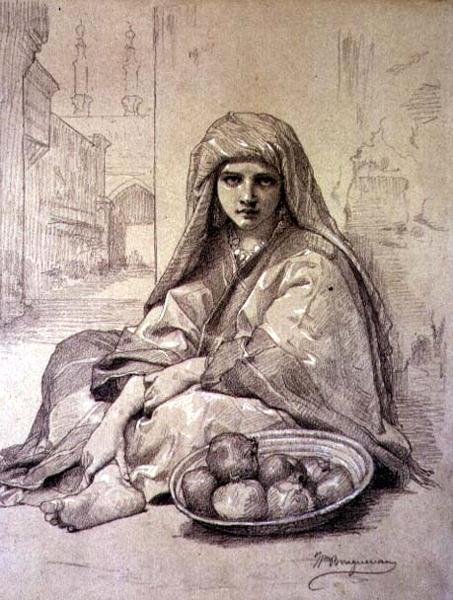
Disegno di una ragazza algerina che vende melagrane. - Matita su carta

Il sostegno della nuova classe emergente borghese al mondo dell'arte era un modo per acquisirne un po' del suo prestigio, indicando un desiderio di ascesa anche culturale.
L'interesse nei confronti della corrente accademica, considerata di qualità e di alto grado di finitura, si mantenne molto alto; questa considerazione portò l'accademismo ad adattarsi sempre di più ai desideri degli acquirenti, variando i temi, con scene di costumi, di paesaggi esotici e talvolta di un erotismo piccante, rappresentandovi una bellezza seducente idealizzata con superfici lucidissime, un accentuato sentimentalismo, effetti decorativi e finiture dettagliate..
Bouguereau dedicò gran parte della sua energia per soddisfare il gusto del nuovo pubblico borghese, ma era chiaro il suo idealismo e la sua identificazione dell'arte con la bellezza: in questo rimase fedele alla tradizione antica.
Una volta ebbe a dichiarare la propria professione di fede:

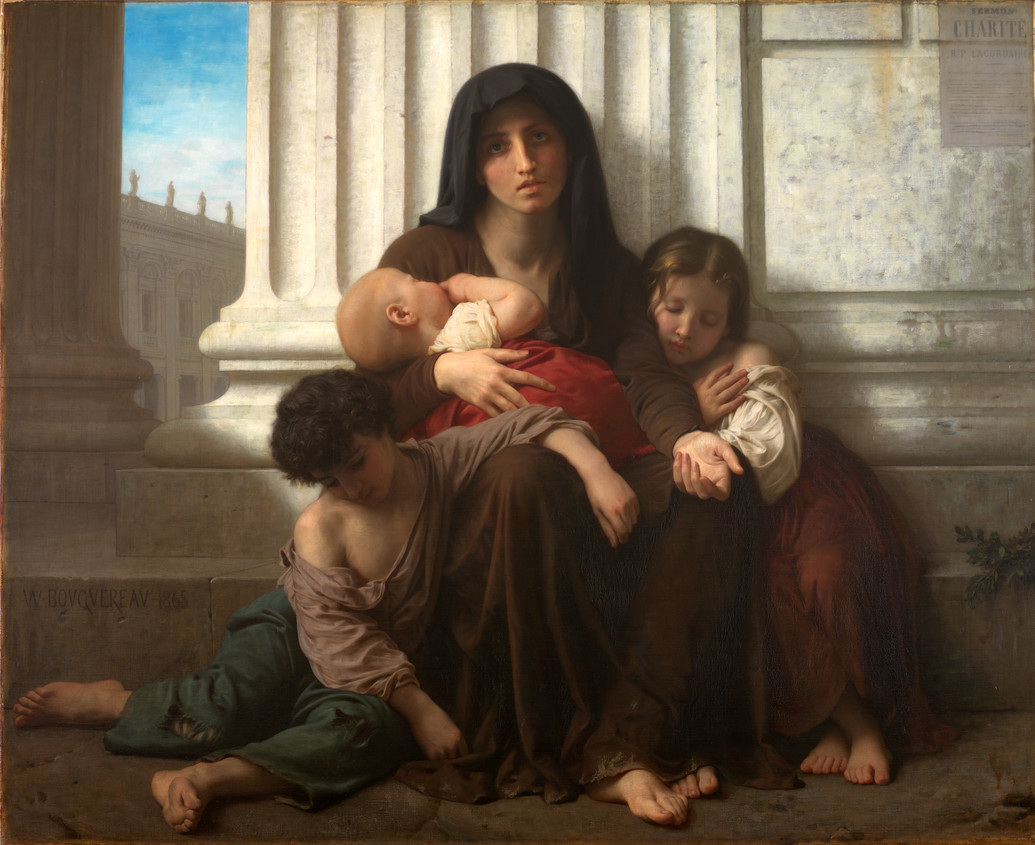
Famiglia indigente (1865)

Anche nelle opere raffiguranti, ad esempio, dei mendicanti, tende all'idealizzazione: per questo fu accusato dalla critica di artificialità. Questa ambiguità risulta evidente in Famiglia indigente: mentre l'immagine dovrebbe evocare la miseria,  l'armonia e l'equilibrio tipici del Rinascimento nobilitano il soggetto, i personaggi sono molto puliti e di bella presenza, il bambino in braccio è grassoccio e roseo e sembra del tutto sano.
Secondo il parere di Erika Langmuir, nonostante il tema e la compassione, la vicinanza sentita e la generosità personale dell'artista, "questo lavoro non mostra quella parte di società così come è effettivamente, non spinge ad una critica o ad un invito all'azione contro la povertà e per migliorarne le condizioni, come è stato dimostrato anche dai suoi critici, quando fu esposto: il signor Bouguereau può insegnare ai propri studenti come disegnare, ma non può insegnare ai ricchi come e quanto le persone intorno a loro stanno soffrendo".
Tuttavia, le considerazioni sul pittore non sono state tutte dello stesso tipo. Mark Walker ha notato che, nonostante le critiche che si possono muovere contro le eccessive idealizzazioni, il fatto di non rappresentare esattamente la realtà visibile, cioè l'idealismo con la fantasia di cui è intriso, non può essere considerato un elemento estraneo all'arte.
Linda Nochlin ha aggiunto che, mentre i suoi detrattori lo accusano di passatismo e di mancanza di contatto con la realtà del suo tempo, non si può ritenere come un rappresentante anacronistico dell'epoca, in quanto l'ideologia estetica che difendeva era una delle grandi correnti vitali esistenti allora: "che lo vogliano o meno, gli artisti e gli scrittori sono inevitabilmente destinati ad essere contemporanei al loro mondo, incapaci di sfuggire al suo contesto, quello che Hippolyte Taine suddivide in contesto (milieu), attimo e tempo".

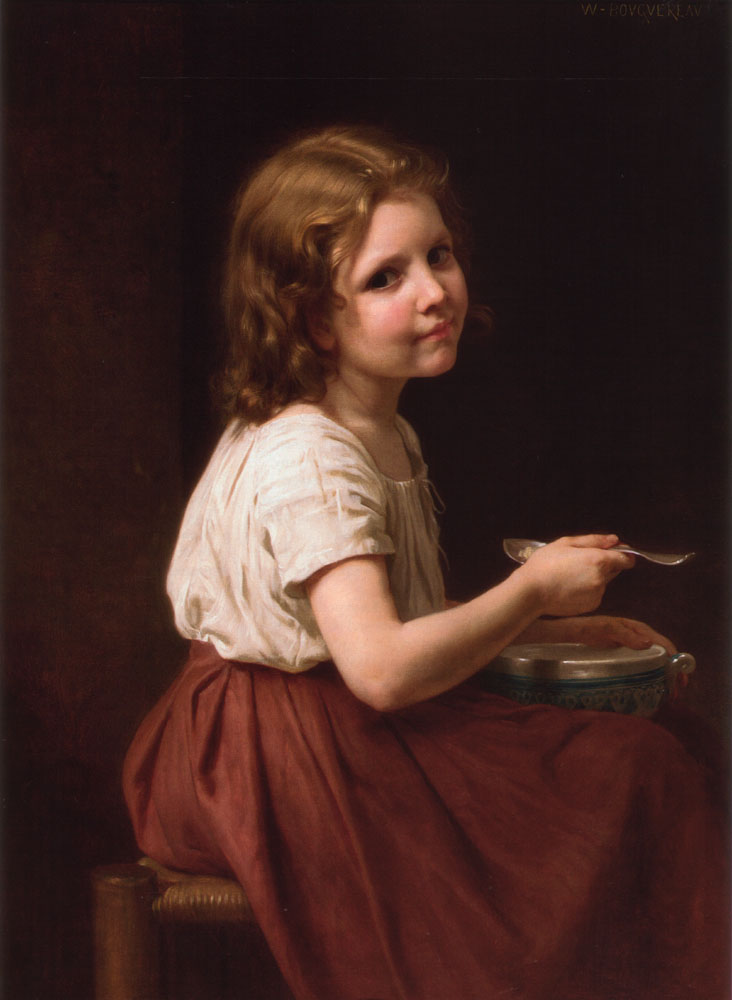
La minestra (1865)

È possibile riassumere la descrizione del suo stile eclettico come segue:
- In un primo momento si è affiliato con la tradizione idealistica dell'antichità classica e del Rinascimento, ha continuato la scuola del neoclassicismo di Jacques-Louis David e di Jean-Auguste-Dominique Ingres, aggiungendo elementi che hanno dato un tocco più vivace allo stile proprio, eleganza, sensualità e immediatezza, senza perdere la sua indole creativa più intima[20][24][25]. Questi fattori risultano più evidenti in:
- Una forte componente romantica, che appare più come un sentimentalismo, un'atmosfera idilliaca e talvolta una notevole dose di erotismo[23][26].
- Caratteristiche più prettamente realistiche, sottolineate da una finitura tecnicamente perfetta, che a volte avvicinano il risultato all'effetto dato da una fotografia, una tecnica molto popolare all'epoca[1][23][25].
- In alcuni dipinti sembra vi sia un recupero di valori derivanti dal rococò, con un acuto senso decorativo, forme assai eleganti, una composizione semplice e al contempo lucente e l'aggiunta di un tema giovanile[25].
- Dimostra di aver ricevuto una certa influenza dallo stile altamente dettagliato dei Preraffaelliti[27].
- Il suo lavoro è un'anticipazione del modernismo per il suo approccio ottimista al mondo, influenzato dai progressi della scienza e della dottrina filosofica del positivismo[25].

### Il nudo femminile
Tra i cambiamenti provocati nel mondo dell'art pompier dall'ascesa della borghesia all'interno della società ci fu la richiesta di opere a più o meno alto contenuto erotico: questo spiega in parte la grande presenza del nudo artistico nel lavoro di Bouguereau e diversi studiosi contemporanei si sono ampiamente interessati a questo aspetto della sua produzione. Theodore Zeldin ha affermato che, nonostante l'innegabile cultura classica che l'artista possedeva, le sue opere a carattere mitologico non affrontano le divinità in sé, ma sono pretesti per la rappresentazione di bei corpi femminili nudi, in pose seducenti.
Nel dipinto Ninfe e satiro (1874), quattro ninfe dagli scultorei corpi nudi circondano e cercano di sedurre un satiro, la creatura mitologica ben nota per il suo potere fecondante.

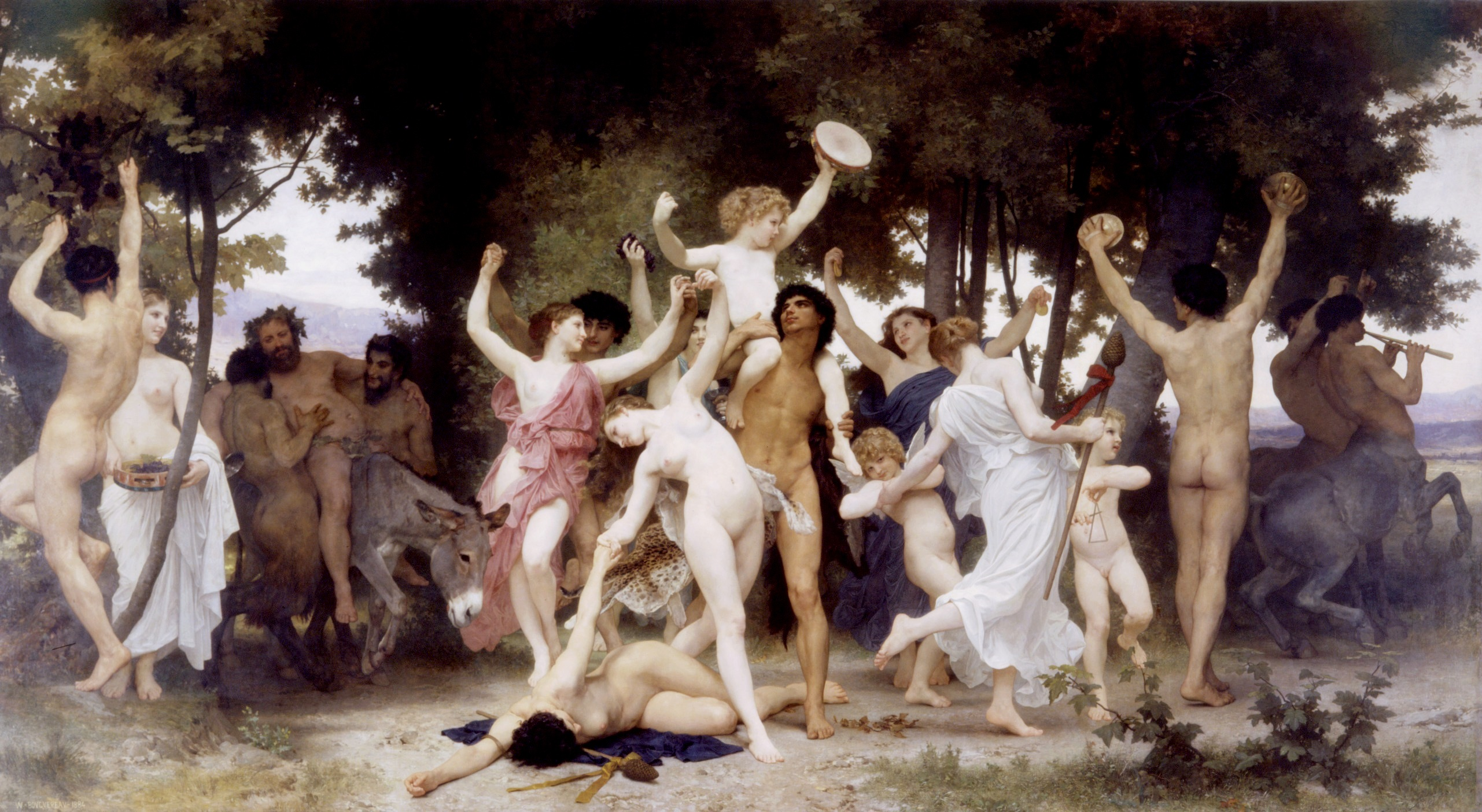
La giovinezza di Bacco (1884).

Nel dipinto della Giovinezza di Bacco (1884) una profusione di figure nude o seminude, maschili e femminili, intrattiene con danze Bacco (trasposizione fatta dalla religione romana del dio greco Dioniso, signore del vino e dell'estasi).
Bouguereau è stato uno dei più popolari pittori di nudi femminili del suo tempo e lo scrittore Marcel Proust in una sua lettera immaginava ch'egli fosse in grado di catturare e rendere comprensibile l'essenza trascendente della bellezza della donna, dicendo: "Quella donna così stranamente bella... non sarebbe mai capace di riconoscere ed ammirare sé stessa, se non in un quadro di Bouguereau. Le donne sono incarnazioni viventi della Bellezza, ma loro stesse ne sono parzialmente inconsapevoli e non lo capiscono.
Il tipo di fisicità femminile che l'artista privilegiava nelle sue opere seguiva lo standard idealizzato maggiormente nel suo tempo: giovani donne dai seni piccoli, con un corpo perfettamente proporzionato, dall'aspetto etereo, spesso in una posa frontale, ma senza pelo pubico o con la vulva strategicamente nascosta.
Come viene notato anche da James Collier, per la società medio-borghese della seconda metà dell'Ottocento questo tipo di rappresentazione sublimata e impersonale era un modo accettabile per mostrare pubblicamente l'immagine e la figura della donna nuda, in un momento in cui il moralismo imperante non permetteva di menzionare argomenti inerenti la sessualità: addirittura nessun uomo rispettabile avrebbe mai osato menzionare le parole "gambe" o "gravidanza" in presenza delle signore.
Per poter esser ammirata in tutta la sua nudità, la donna non doveva appartenere a questo mondo.
Non c'è da stupirsi quindi dello scandalo causato dall'Olympia di Édouard Manet, quando il quadro fu esposto nel 1863. L'"Olympia" veniva presentata in un contesto d'estrema prosaicità quotidiana: sdraiata su un divano, con un servo che le ha appena portato un mazzo di fiori, presumibilmente inviatole da un ammiratore, il che faceva immediatamente balzare agli occhi il fatto che si trattasse di una prostituta.
Tramite Bouguereau, invece, gli uomini potevano continuare a fantasticare in maniera educata all'interno dei Salon.

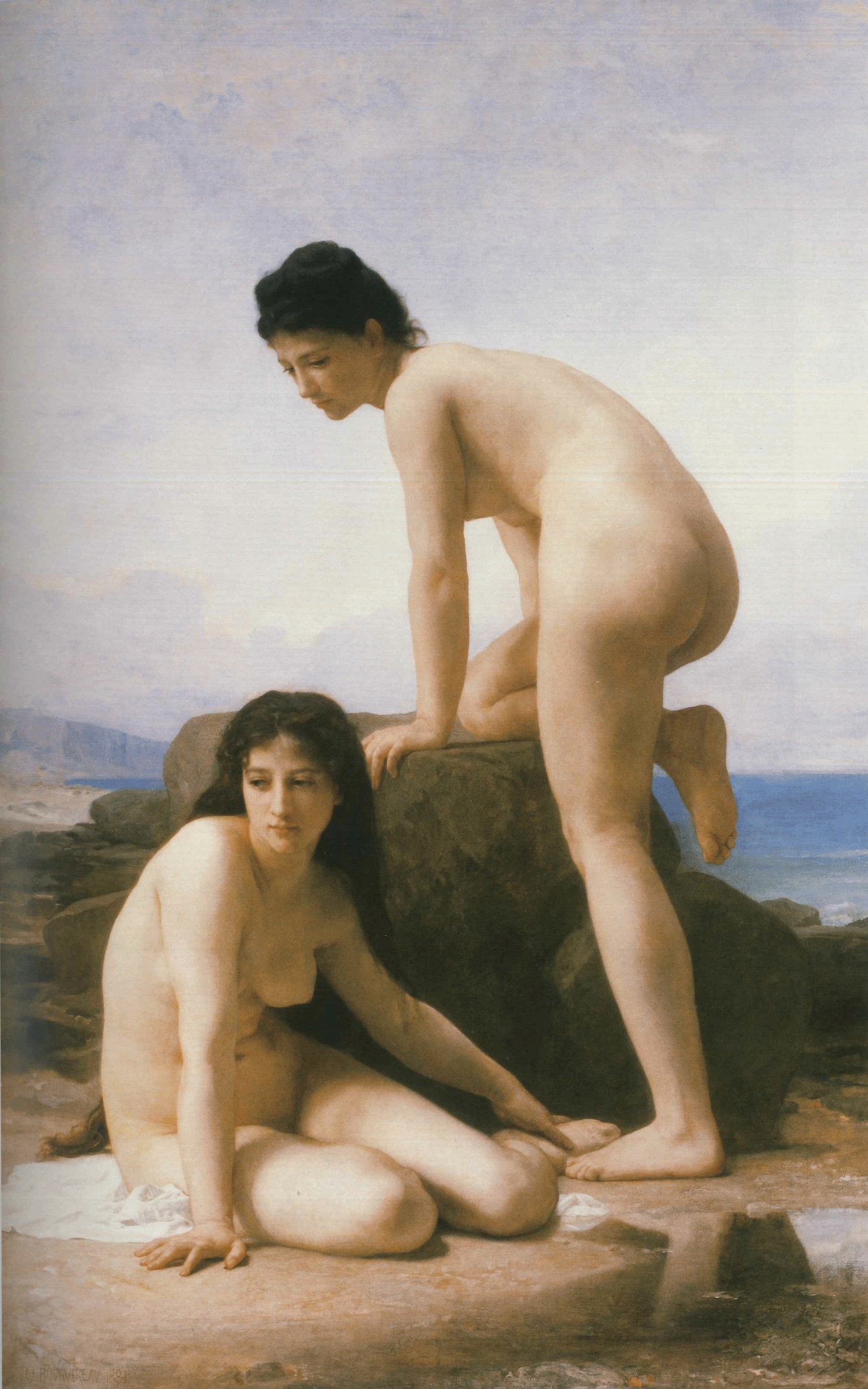
Le due bagnanti (1884).

Tra i suoi nudi più ambiziosi è sicuramente Due bagnanti (1884), per certi aspetti un lavoro ampiamente innovativo: gran parte del suo impatto è dovuto alla presentazione dei corpi delineati nei confronti dell'ambiente aperto che fa da sfondo, mettendo ancor più in evidenza la monumentalità statuaria delle due figure femminili nude.
Ancora una volta, come era di norma ai suoi tempi in tema di bagnanti, l'artista rappresenta due donne che non sembrano appartenere alla realtà terrena, immerse come sono in una sorta di visione dentro un ambiente aspro e remoto, lontano dal mondo reale. Queste caratteristiche isolano l'osservatore, dandogli una sorta di "sicurezza morale" e impedendo un'interazione o identificazione mondana troppo accentuata.

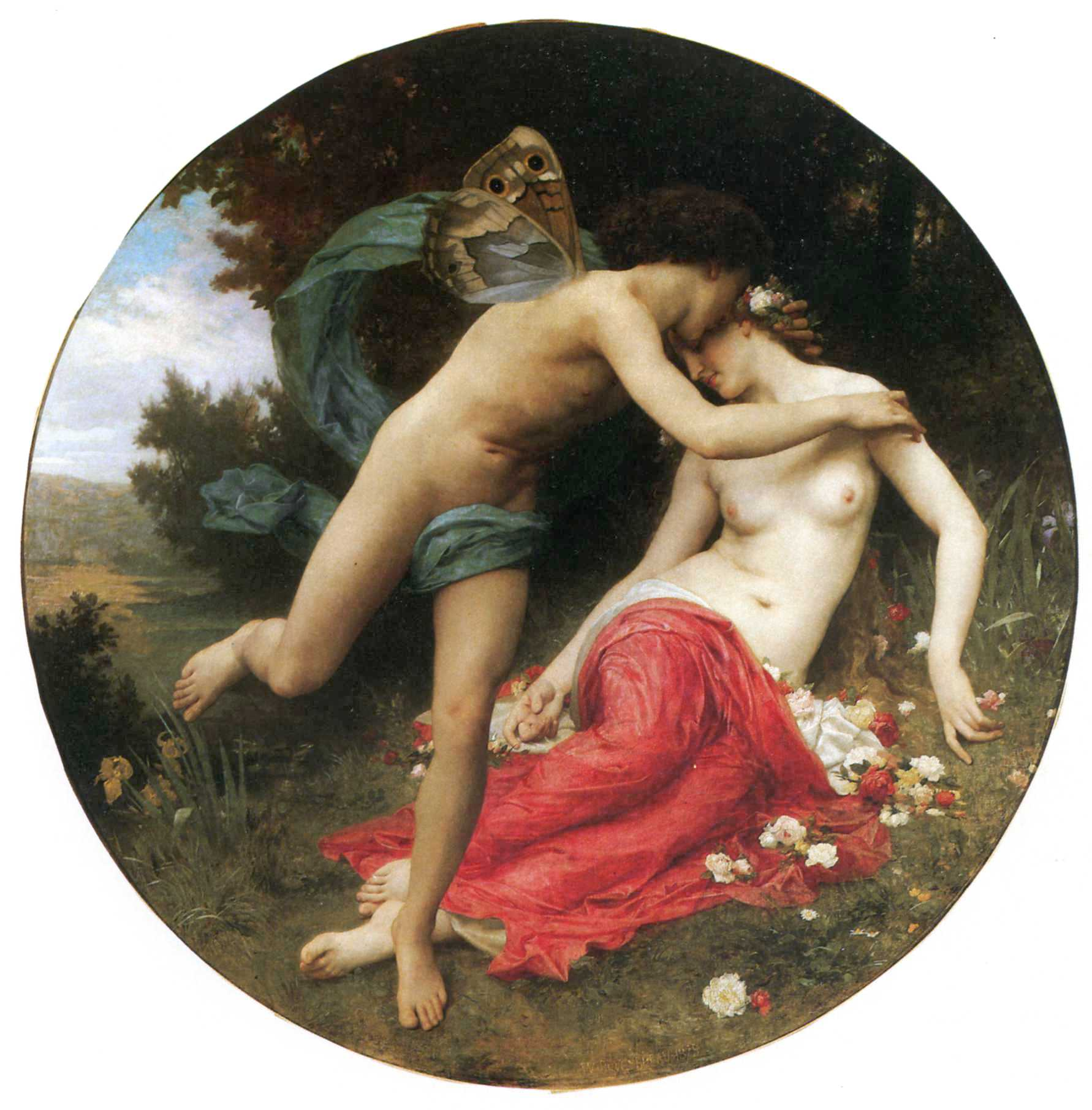
Flora e Zefiro (1875).

Assai indicative, in tal senso, appaiono opere come Flora e Zefiro (1875) e Stato d'animo notturno (1882), ma soprattutto Nascita di Venere (1879) e La Primavera (1886), quadri assai sensuali, dai quali traspare l'influenza di uno dei massimi maestri del neoclassicismo: Jean-Auguste-Dominique Ingres.
In altri casi, come nelle numerose "bagnanti", le pose e le forme si fanno più realistiche, perdono classicità e aulicità e acquistano un sapore umano, quasi verista, che le rende estranee al mondo ideale dell'accademismo.

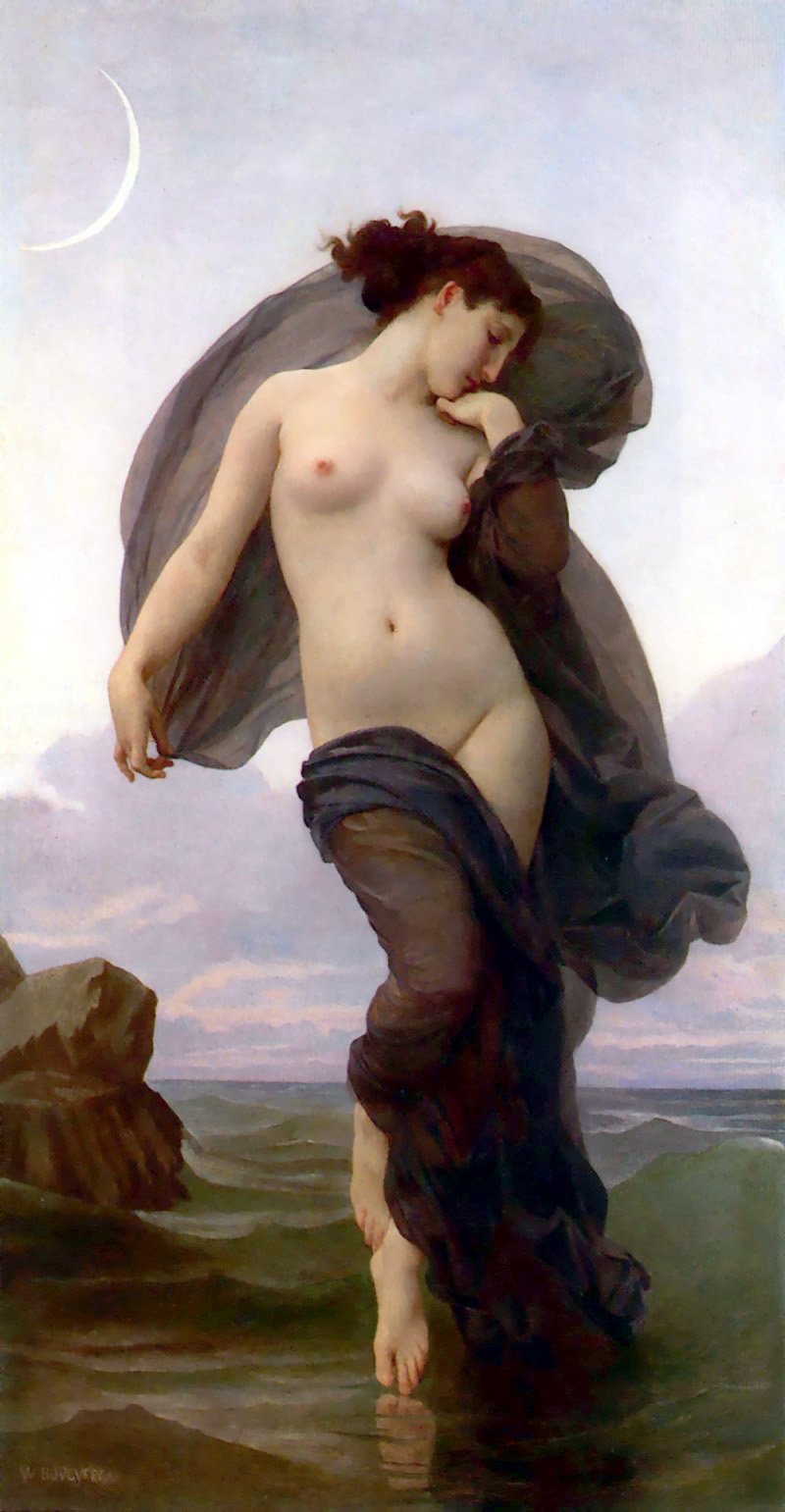
Stato d'animo notturno (1882).

In queste ultime opere, che hanno perso l'afflato allegorico o neoclassico sia per gli atteggiamenti sia per i contesti, i nudi di Bouguereau ottennero i maggiori successi e, al tempo stesso, le critiche più frequenti e severe. La pennellata e la tessitura pittorica di Bouguereau, liscia e minuziosa, e il trattamento quasi scultoreo (o marmoreo) delle superfici dei corpi attirarono su di lui l'avversione della critica, in particolare di coloro che vedevano nella innovazione impressionista il nuovo e ineludibile cammino della pittura.
Joris Karl Huysmans disse, dei nudi di Bouguereau, che « [...] non si tratta neanche più di [superfici] porcellanate, bensì leccate e flaccide». Edgar Degas inventò persino il verbo "bougueroter", per indicare ironicamente lo sfumare e il lisciare la resa plastica dei nudi.
Ma la pittura di Bouguereau fu rifiutata dalla critica non solo per il suo accademismo: egli infatti dalla sua autorevole posizione, forse altera ma certamente intransigente, non accettò mai, anzi avversò, la svolta impressionista e post-impressionista e la criticò duramente, a cominciare dalla nascita del Salon des refusès. Per i critici d'arte questo fu considerato un atto di guerra. Ma Bouguereau dichiarò:

### Amorini e giovani contadine
V'era stato uno sviluppo peculiare nella rappresentazione artistica dell'erotismo (anche se visto e interpretato esclusivamente dall'uomo) nel corso del XIX secolo: e l'apertura di questi nuovi campi di possibilità aveva visto Bouguereau immergervisi con decisione. In un momento in cui l'antico ideale della "donna autentica" stava abbandonando le pose caste ed estremamente virtuose, per trasferirsi in un'atmosfera d'innocenza irrimediabilmente perduta, l'erotismo (quasi esclusivamente maschile) artistico si trasferì sempre più verso le fanciulle (e, in alcuni casi, anche verso i ragazzi) all'inizio dell'adolescenza.
Come descritto da Jon Stratton, nella borghesia si comincia a pensare (anche se l'idea rimane in parte temuta e quindi occultata) che gli uomini possano celebrare la bellezza estetica del ragazzo o della ragazza adolescente senza eccessive implicazioni di desiderio sessuale, assegnando loro le "virtù femminili" che cominciano a mancare nella figura della donna adulta. A seguito di ciò, la figura maschile un po' ambigua (da effeminato) viene molto erotizzata.

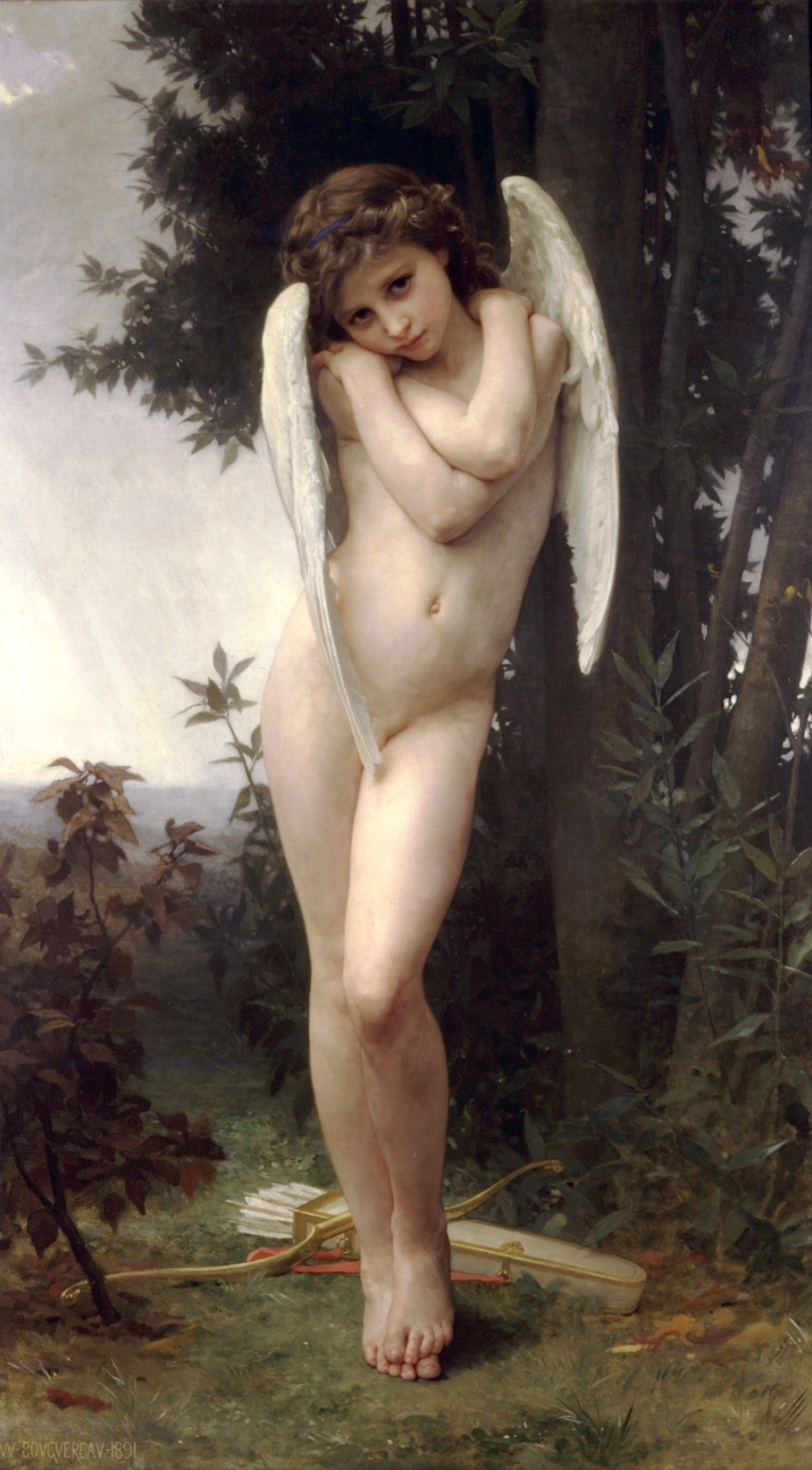
Cupido bagnato (1891).

Bram Dijkstra ha citato a mo' di esempio in piena linea con questo ideale proprio la tela di Bouguereau intitolata Cupido bagnato e mostrato al Salon del 1891: 
 Sulla differenza tra i due trattamenti ritorna anche Stratton, dicendo che la colpa di Wilde è stata quella di esser stato colto con le mani nel sacco, mentre il pittore si è sempre mantenuto al sicuro all'interno di un mondo di fantasia e di un desiderio solamente immaginato, idealizzato e reso pertanto poetico.
Il lavoro più erotico non è però stato rivolto in prevalenza ai ragazzi, anche se ha prodotto diversi Amorini, bensì alle pastorelle e alle giovanissime contadine. Bambine e ragazzine formano la maggioranza delle rappresentazioni femminili non solo nelle opere a tema mitologico, in qualità di allegoria (seppur la sua reputazione è cresciuta inizialmente proprio per i numerosi dipinti su ninfe e bagnanti), ma soprattutto dalle raffigurazioni della popolazione rurale femminile infantile, bambine colte nelle loro attività più quotidiane.
Quello del contadino è stato un motivo che ha incontrato una grande popolarità alla fine del XIX secolo, come idealizzazione di innocenza e di purezza, derivante dal Romanticismo, e anche di salute e vigore fisico, nonostante il fatto che la realtà contadina di quel periodo fosse invero molto difficile, assai differente da quella idilliaca che appare nelle immagini di Bouguereau e di altri che hanno seguito la stessa estetica: sempre perfettamente pulito, felice, spensierato e ben vestito. L'immaginario popolare urbano immaginava anche i contadini particolarmente vicini alla realtà più naturale, alla terra e, per estensione, si supponeva che fossero più appassionati e ardenti in campo amoroso.

Come discusso da Karen Sayer:

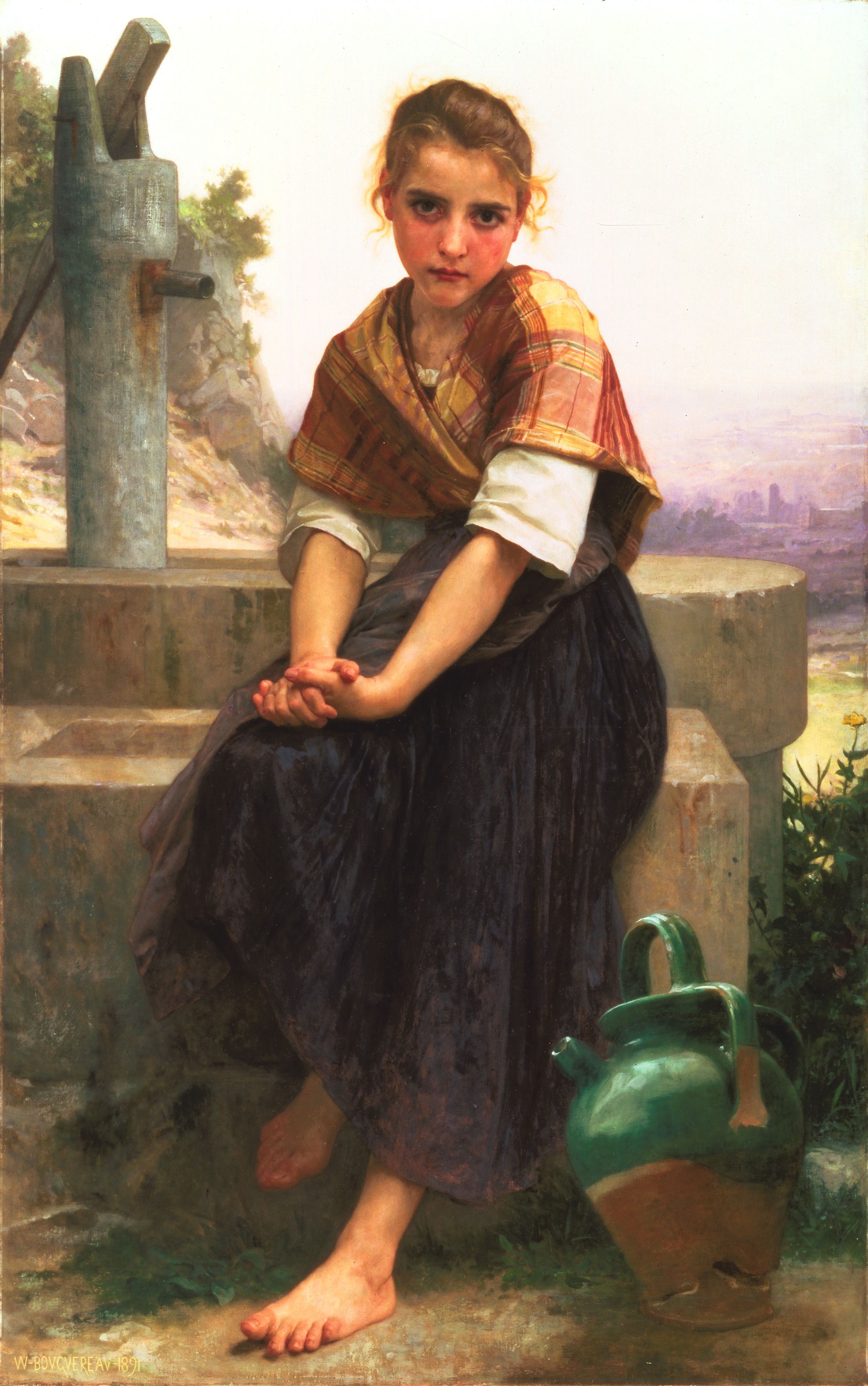
La brocca rotta (1891).

Non è difficile vedere le ampie ripercussioni sociali e politiche di questa visione, come ad esempio il consolidamento di un'ideologia di dominio, il pregiudizio e lo sfruttamento delle classi sociali più economicamente indigenti e non istruite; quando si analizza La brocca rotta (1891), Sayer dice che l'immagine della giovane contadina seduta sul bordo di un pozzo a piedi nudi, con i capelli vagamente legati e con il vaso rotto ai suoi piedi, è metafora di seduzione ma allo stesso tempo di pericolo, di conoscenza e di innocenza sessuale ad un tempo. Indica allora con chiarezza la potenza della sessualità, un potere che richiede una reazione atta a dissolverne la minaccia: un potere tanto più minaccioso, quanto più viene lasciato intravedere attraverso la distanza dell'idealizzazione pastorale, soprattutto perché si tratta di una giovinetta e non di una donna adulta.
Per quel che concerne gli adolescenti maschi, invece, la neutralizzazione del potere sessuale viene realizzato tramite la loro mitizzazione, mostrandoli come Cupido e trasportandoli in una sfera sopramondana. Vi è anche la preferenza per la forma sintomatica latina dell'amore proveniente dal dio, meno sessualizzata di quanto avviene nella sua forma greca costituita da Eros: entrambi sono in ogni caso giovinetti di sesso maschile.
Il trattamento di queste opere, delicate e sentimentali, ha anche collaborato ad aumentare l'allontanamento dalla realtà. L'artista dipinse molti Amorini, dicendo che questi avevano incontrato le richieste e i gusti del mercato: "Dal momento che i temi umili, la drammatica e l'eroica non vendono, e come il pubblico preferisce Venere e Cupido, dipingerò questo per piacergli, dedicandomi soprattutto a Venere e a Cupido."

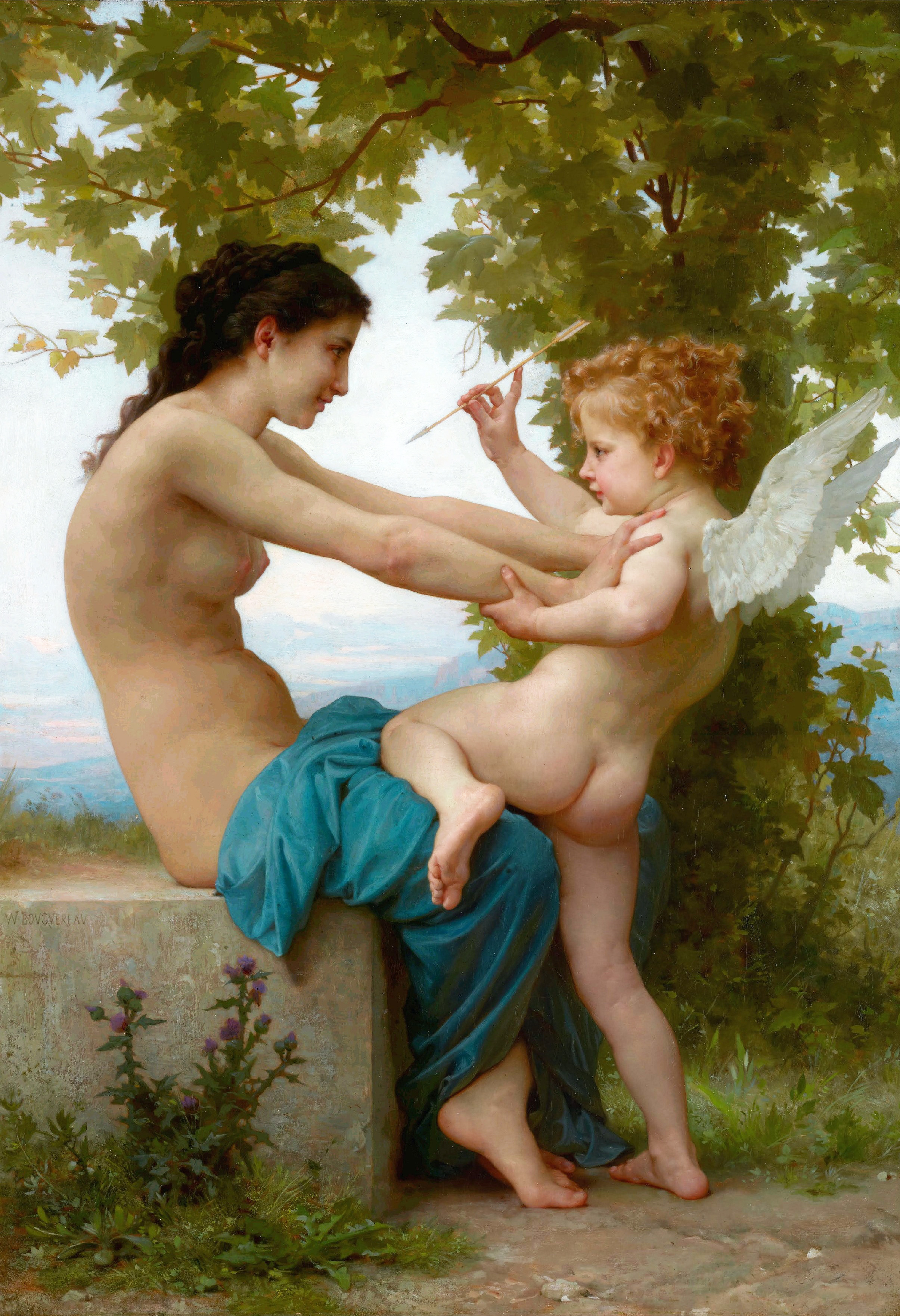
Giovanetta che si difende da Cupido (1880).

Alyce Mahon, commentando la Giovinetta che si difende da Cupido (1880) ha detto che la neutralizzazione sessuale viene fatta in questo caso anche attraverso la composizione, dove la giovane sorridente mostra d'esser compiaciuta per l'amore che la giovanissima divinità pare rivolgerle, ma allo stesso tempo cerca di allontanarlo con le braccia, mentre l'ambiente, di nuovo un paesaggio idilliaco, offre particolari interessanti come il bel corpo seminudo della giovinetta e le rosee natiche esposte del piccolo dio.
D'altra parte per quel tipo di pubblico dai gusti più improntati al conservatorismo le sue opere erotiche erano spesso vere e proprie pietre d'inciampo; Ninfe e satiro, anche se divenuto il suo lavoro più popolare negli Stati Uniti, per molti anni ha più volte disturbato i moralisti sparpagliati per tutto il paese d'oltreoceano.

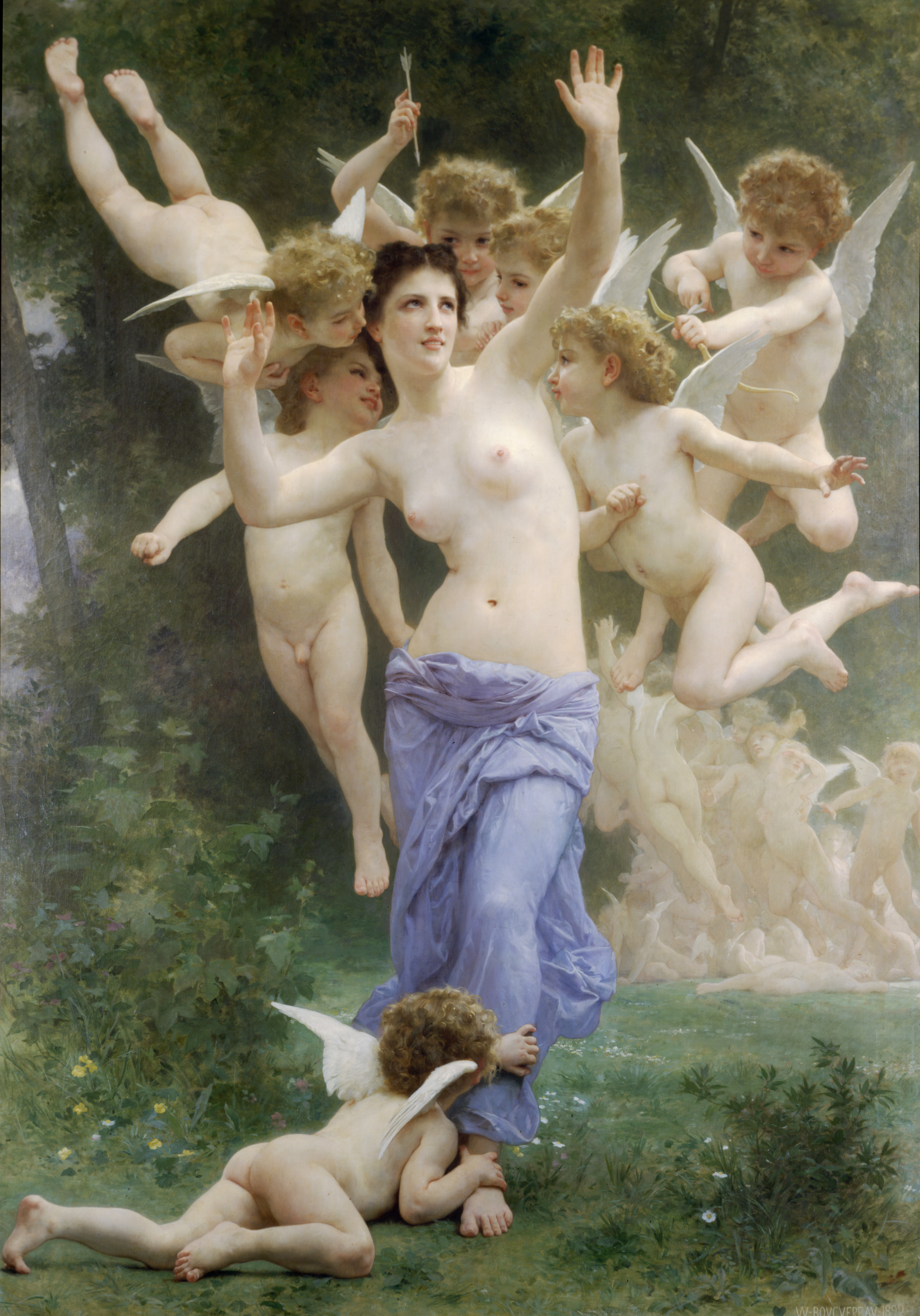
Il vespaio (1893)

Il vespaio (o L'invasione del regno di Cupido, 1893) è stato attaccato a suo tempo da un critico come opera più adatta ad un bordello che a una mostra d'arte. Un nudo che era stato inviato a Chicago scatenò una vera e propria tempesta sulla stampa locale, che giunse a dire di Bouguereau: "uno di quei bastardi che con il suo talento mira a corrompere la morale del mondo".
La Primavera, quando è stato esposto a Omaha nel 1890 ha finito per essere vandalizzato da un pastore presbiteriano, che gli lanciò contro una sedia e procurò in tal modo un ampio strappo alla tela: la giustificazione dell'atto compiuto fu che l'opera aveva risvegliato in lui pensieri e desideri impuri.
Tuttavia, sia McElrath che Crisler dicono che anche nelle sue opere più esplicitamente erotiche, non è mai venuto meno a ciò che allora era considerato "buon gusto" e non si è mai abbassato a lavorare su temi "sordidi, luridi e ripugnanti" come fecero i suoi contemporanei Henri de Toulouse-Lautrec, Edgar Degas e Gustave Courbet. Altri autori, come Mittchel & Reid-Walsh, John Brewer e Tobin Siebers hanno ribadito la complessità e sottolineato le ambiguità e tensioni che stanno alla base del lavoro erotico di Bouguereau.
Egli trasmette difatti un'ampia gamma di significati in questo aspetto del suo lavoro, offrendo al contempo una notevole testimonianza visiva del pensiero ideologico prevalente del suo tempo e dei cambiamenti in corso in quella società.

### Opere religiose e storiche

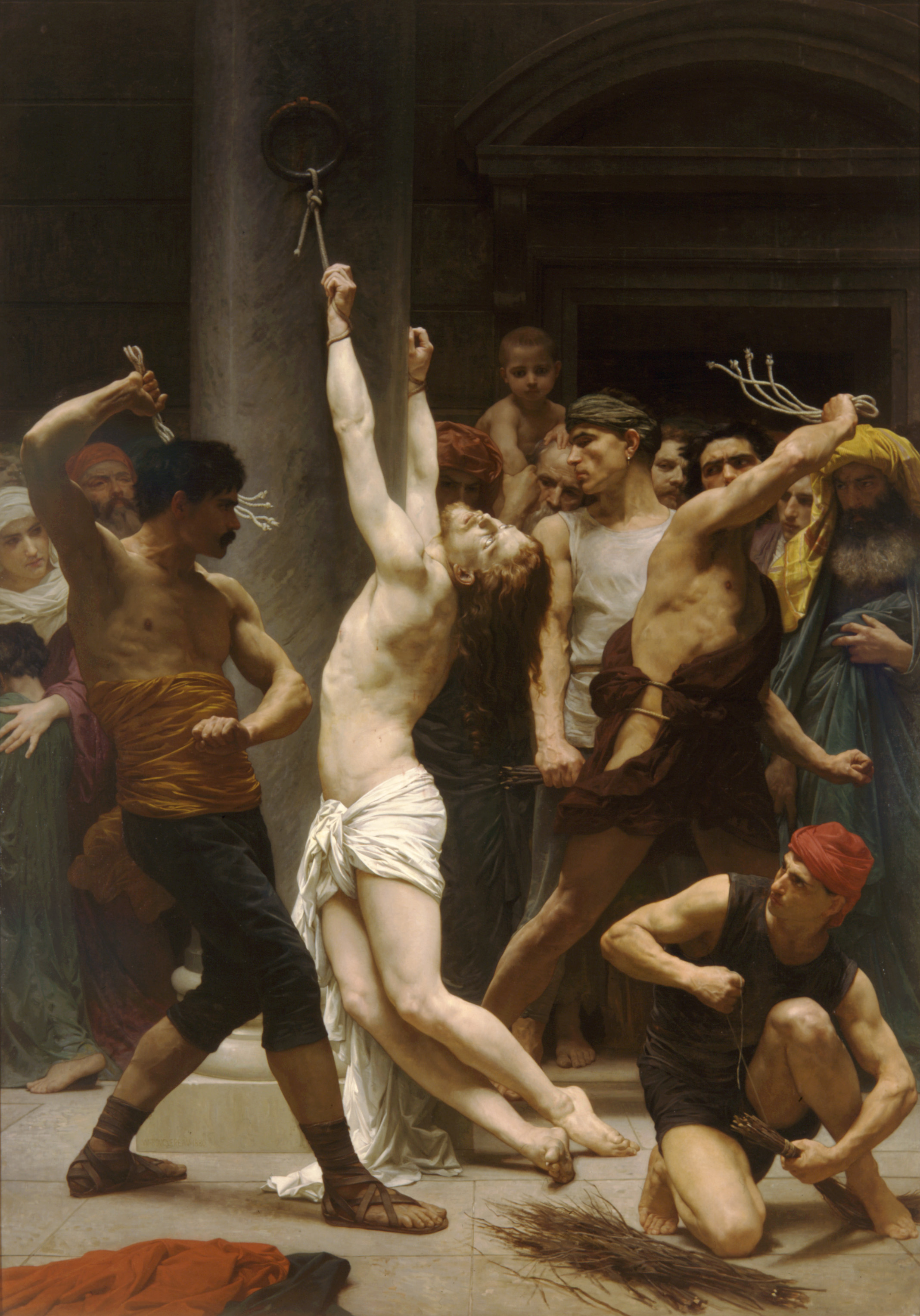
La flagellazione di Nostro Signore Gesù Cristo (1880).

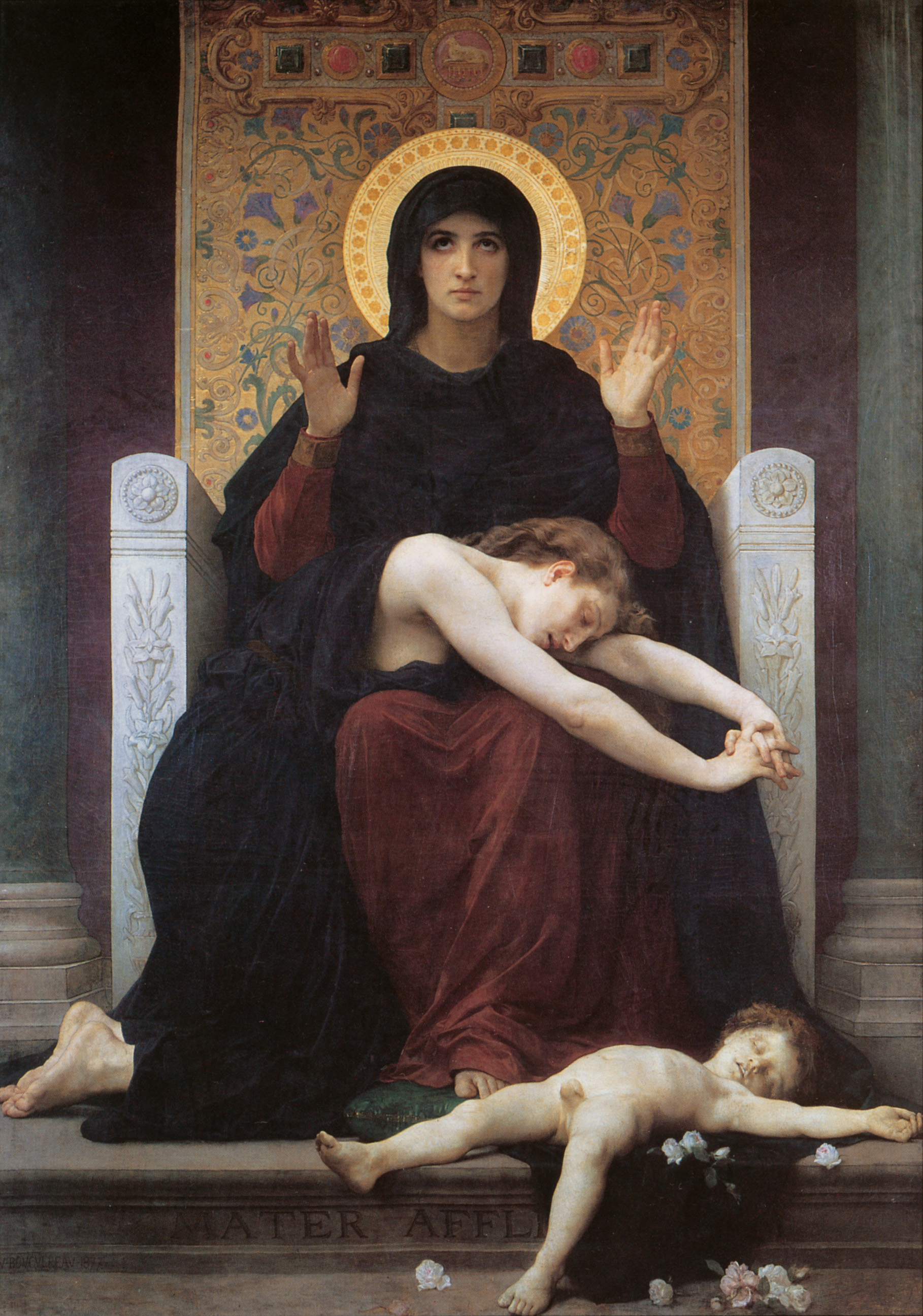
La Vergine della consolazione

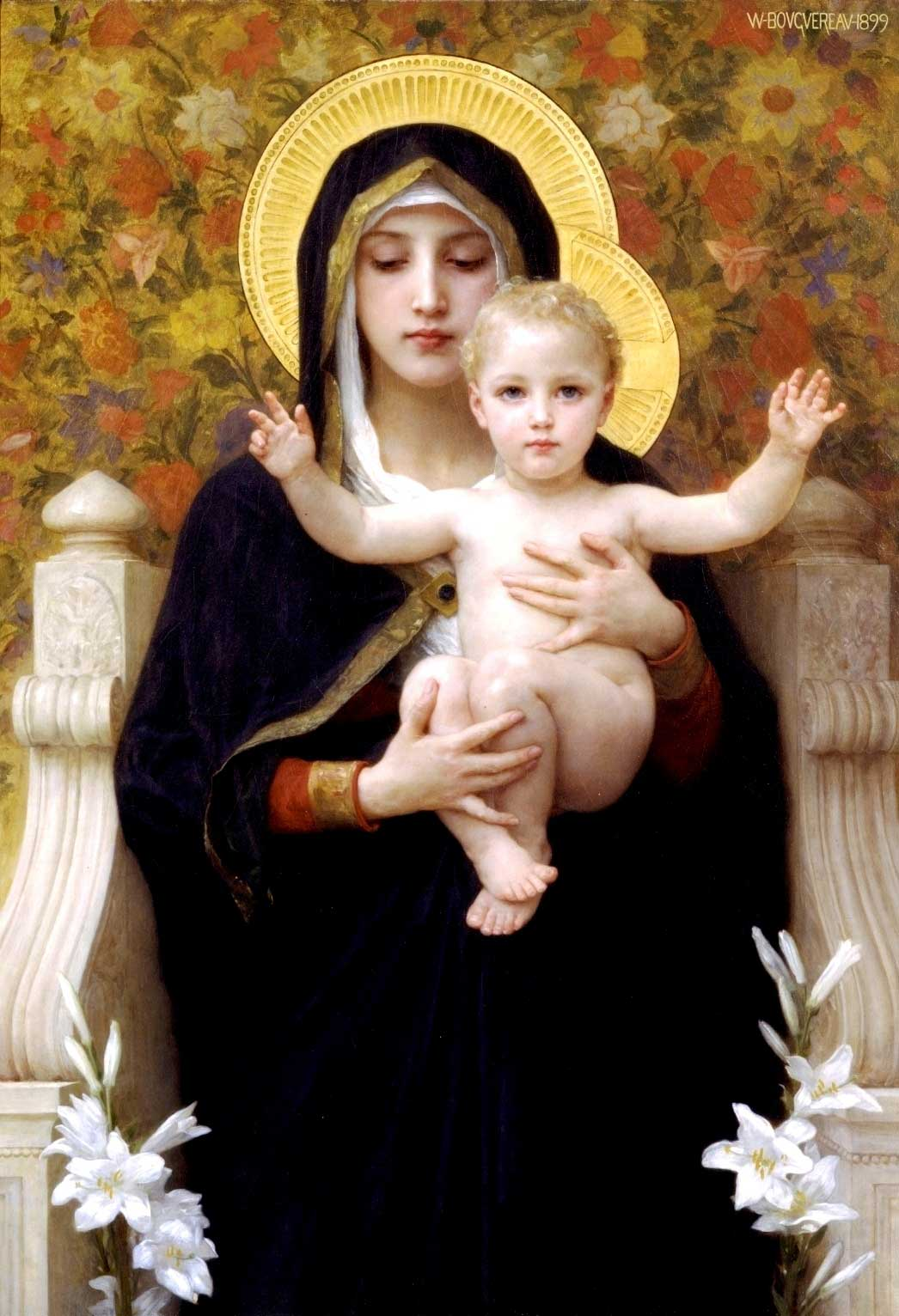
La Vergine dei gigli

Dopo il periodo di lutto (1877) e gli anni che seguirono Bouguereau si dedicò anche a temi religiosi, abbandonando i sogni idilliaci dell'antichità che tanto aveva inseguito e trattato negli anni precedenti. Affiorarono allora nelle sue tele le atmosfere dell'arte bizantina e della religiosità rinascimentale, mentre la sua ispirazione si accostò, anche se con cautela, ai temi e alle composizioni del movimento preraffaellita: del 1887 è infatti "Mater afflictorum" e del 1900 la "Regina angelorum". Di questo periodo è anche la decorazione della cattedrale de La Rochelle e delle chiese parigine di Santa Clotilde, di Saint Augustin e di Saint-Vincent de Paul.
Fu questa forse la logica fase creativa di un uomo ormai anziano che si volse a contenuti di una sempre più vissuta spiritualità, nella quale la sua educazione cattolica riprese significato e vigore.

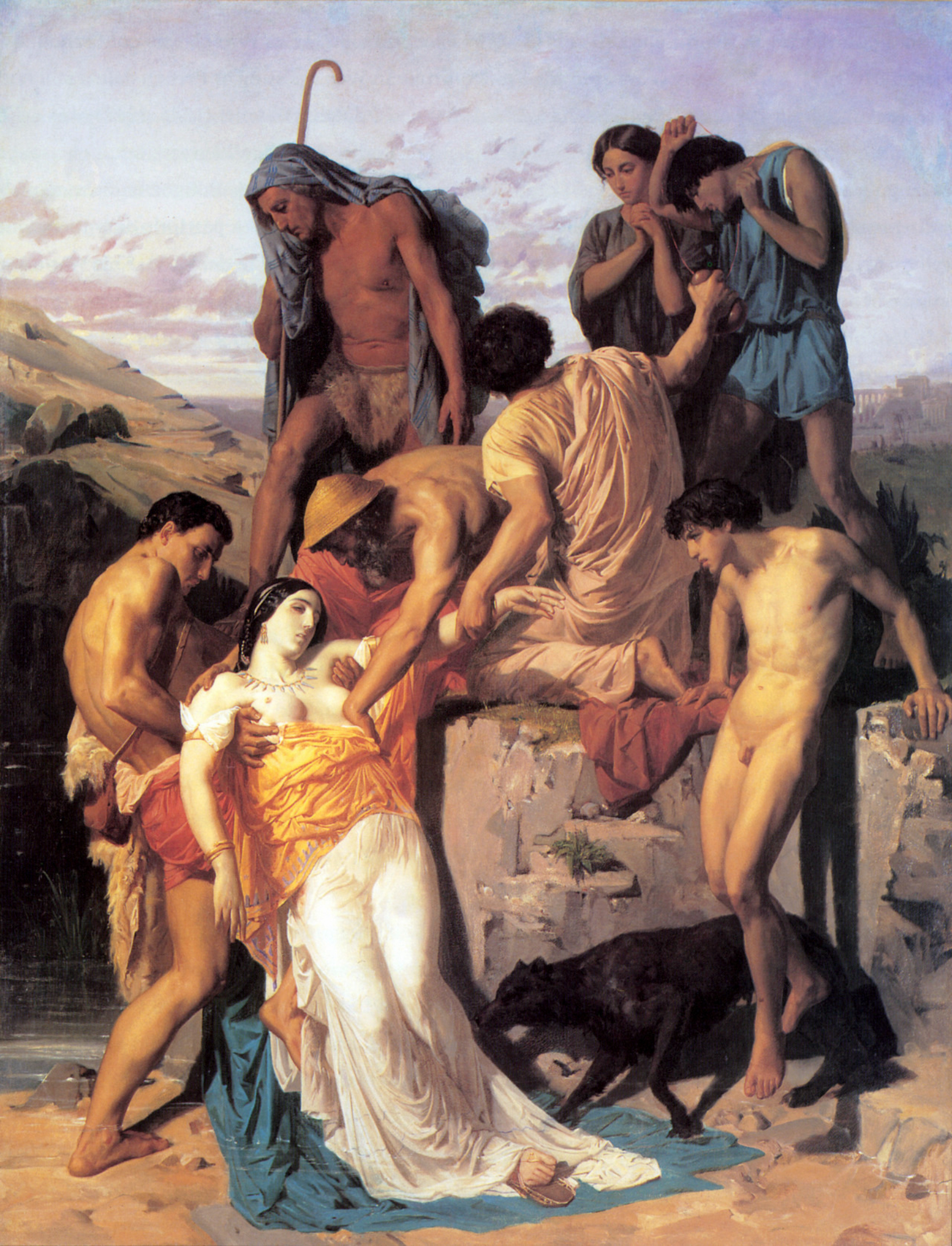
Zenobia trovata dai pastori sulle rive del fiume Arasse (1850).

Le opere d'impronta più prettamente storica, con il loro forte concetto di temporalità, sono state considerate retoriche con scopo eminentemente didattico, mettendo in ombra perciò le sue motivazioni più letterarie, del folclore e dell'erudizione antiquaria. Di solito l'artista ha qui sottolineato i valori positivi e più grandi in un approccio che ha avuto un pizzico di sensazionalismo per l'impatto ed il brivido prodotto nel pubblico. Anche se spesso tali opere erano evocazioni sentimentali, in altri casi vi è stata una grave preoccupazione e profusione d'impegno nel ricostruire il passato storico con precisione o nell'intento di trasmettere un messaggio morale valido per l'elevazione dell'istruzione della comunità a cui si rivolgeva.
Tipici esempi di questo approccio sono visibili nel lavoro che gli valse il Prix de Rome nel 1850, Zenobia trovata dai pastori sulle rive del fiume Arasse, che ha sostenuto i valori morali e la pietà, quando ha raccontando l'episodio della regina incinta accoltellata e abbandonata dal marito, ma salvata e guarita dai pastori gentili; questo successo gli ha poi fruttato una commissione di stato realizzata con Napoleone III in visita agli alluvionati di Tarascona (1856), fortemente basato su una caratterizzazione di tipo civile e sociale..

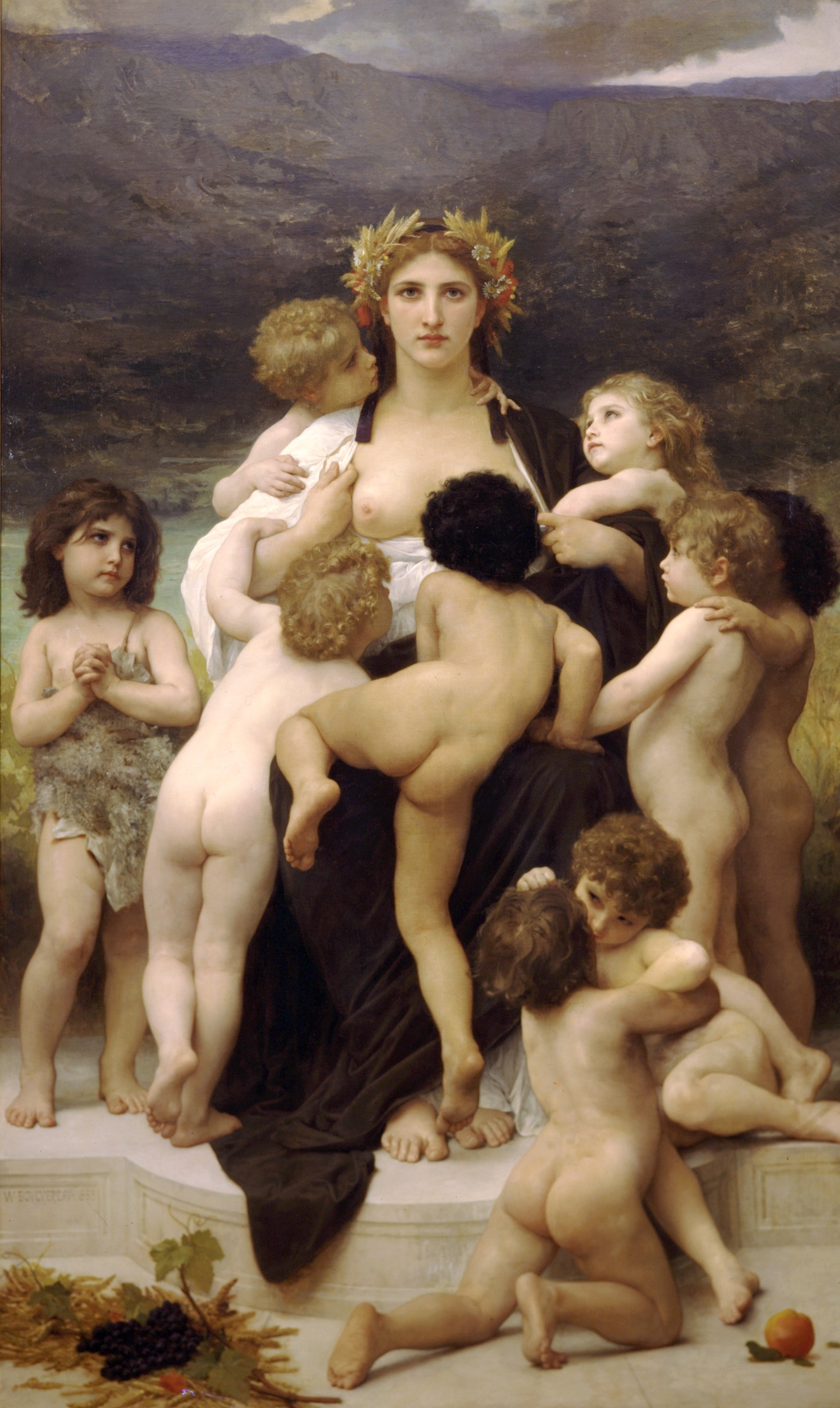
Alma parens o Amore materno (1883).

Nello stesso campo possono essere incluse anche le allegorie, come Alma parens (1883), una rappresentazione della Patria piena di "senso civico", dove una donna con una corona di alloro sul capo sta seduta su un trono, circondata da bambini che rappresentano i cittadini, ossia il gregge alla ricerca di un sicuro rifugio. Ai suoi piedi, i simboli di ricchezza della terra: un ramo di vite e spighe di grano. Del tutto simile è anche Carità (1859), in cui è presentata una figura materna e protettiva circondata da infanti.

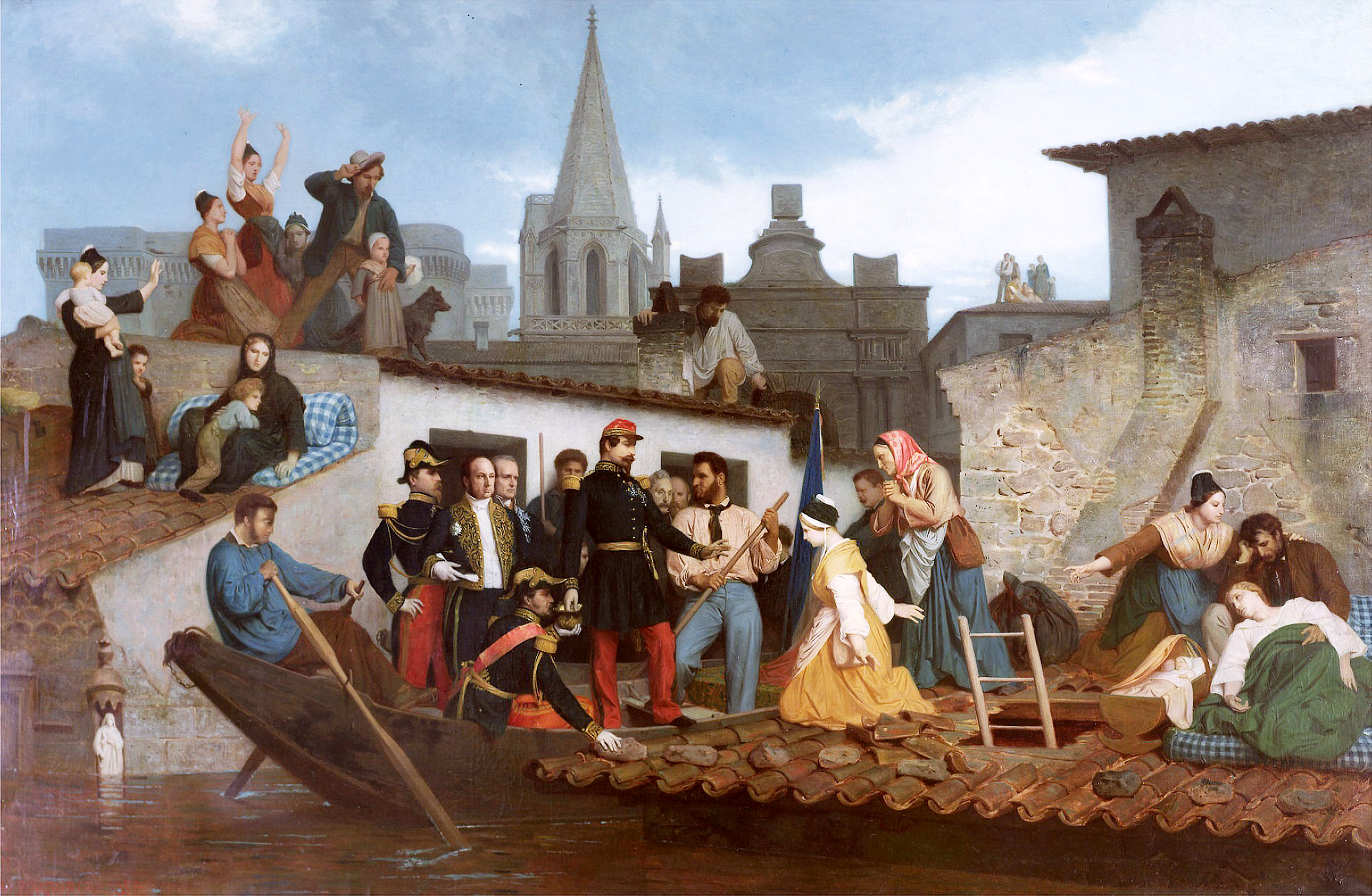
Napoleone III in visita agli alluvionati di Tarascona (1856).

Come accadde con i suoi dipinti religiosi, anche i soggetti storici cominciarono a cadere del tutto di moda attorno al 1860, per lasciare spazio e favorire sempre più le questioni più prosaiche della realtà mondana. Bailey Van Hook ha detto che, nonostante la distinzione dei temi, il trattamento formale che Bouguereau ha dato in molti casi era piuttosto simile per tutti i generi che ha trattato, stabilendo un eguale standard di costruzione delle figure e dei modi all'interno delle scene che componeva.

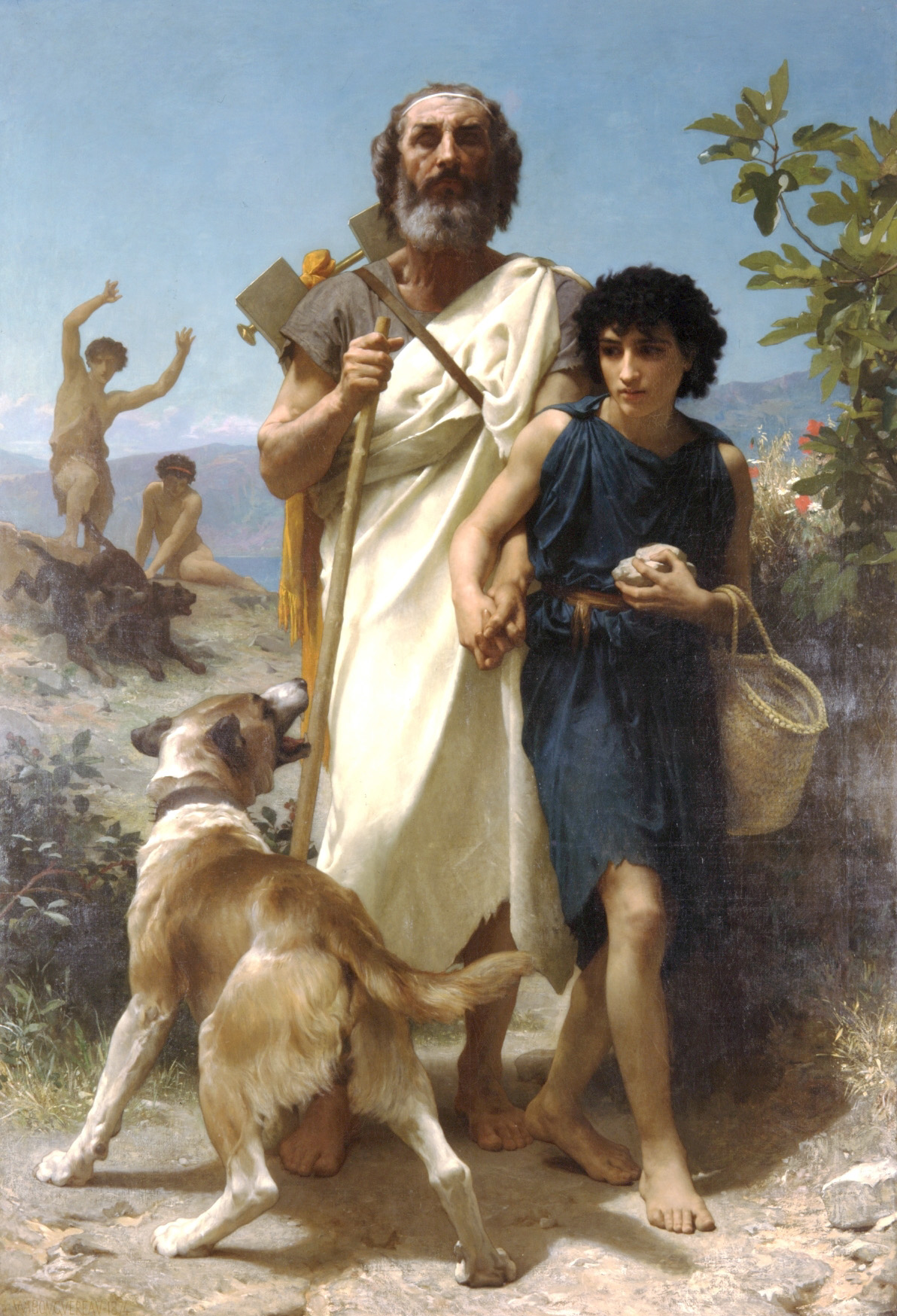
Omero e la sua guida (1874).

Laura Lombardi sembra essere d'accordo in parte con questa idea, ma ha sottolineato che la principale caratteristica nel suo lavoro di genere storico è una compenetrazione felice di riferimenti classici e suggestioni del suo tempo, citando l'esempio di Omero e la sua guida (1874), che porta alla luce il tema dell'antica Grecia, fatto però con la vivacità di uno studio di vita reale.

## L'insegnamento

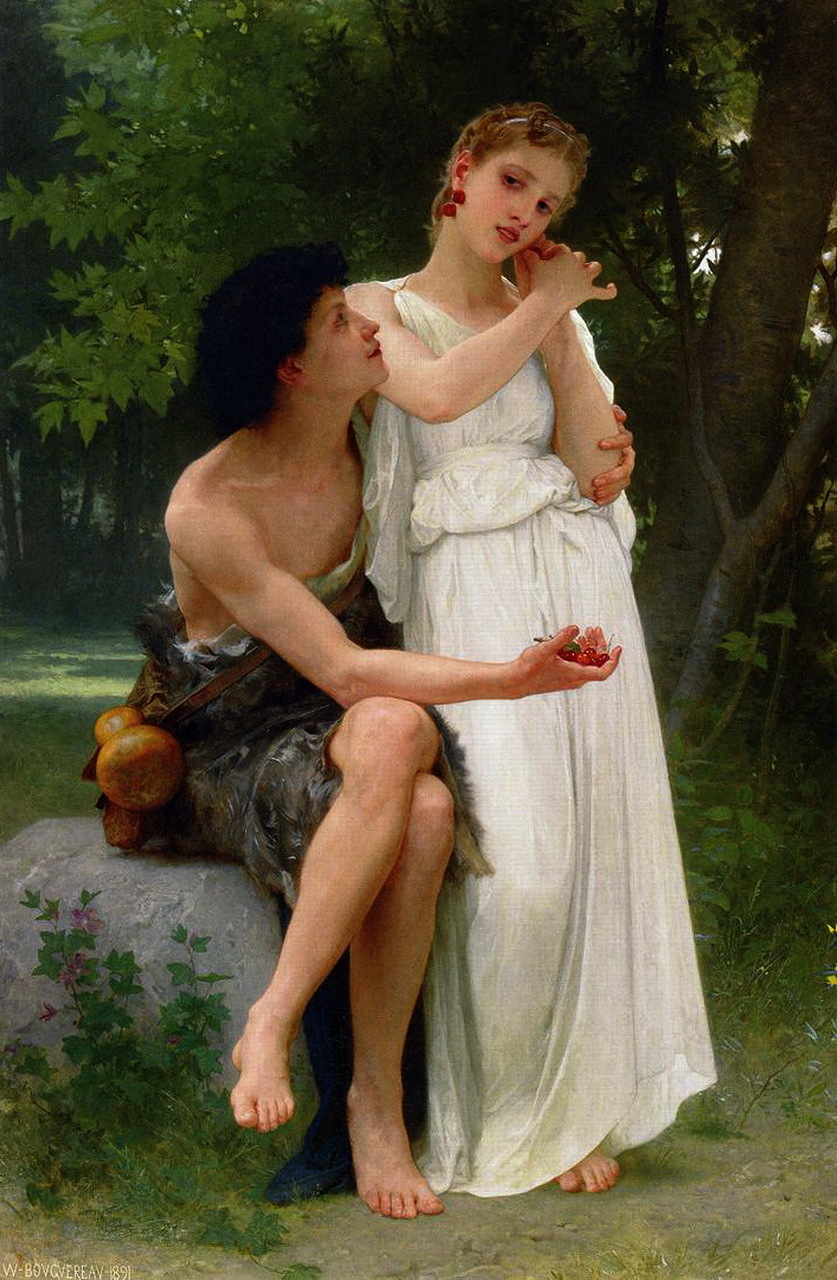
Les premiers bijoux (1891).

L'artista stesso ha scritto:

## Bouguereau dopo Bouguereau
Pochi anni dopo la sua scomparsa e sino alla metà del 1900 la fama di Bouguereau e l'apprezzamento per la sua arte scemarono rapidamente, e, già nei primi lustri dopo la sua morte, il nome stesso di Bouguereau disparve dalle enciclopedie generaliste, così come dall'insegnamento della Storia dell'Arte, nel quale se egli fu menzionato lo fu soltanto per indicare un esempio da non seguire.
Del resto, non appena l'influenza dell'esaltazione modernista si diffuse nella Critica d'arte al punto di divenire il pensiero "ufficiale", tutta l'arte accademica cadde nel discredito. Fu condannata, svalutata e messa all'indice proprio da quell'infatuazione modernista che credeva solo ai nuovi orizzonti dell'avanguardia. L'accademismo fu oggetto di scherno, spesso basato su citazioni di Émile Zola o di Huysmans, e venne infangato da affermazioni diffamanti.
Si rimproverò a Bouguereau la sua partecipazione alle giurie dei Salon ufficiali della fine del 1800, che si opponevano all'ammissione di opere appartenenti a movimenti moderni. Emblematica fu l'espressione di Paul Cézanne quando soprannominò il Salon de Paris il "Salon di Bouguereau".
Ma, a partire dal 1950, Salvador Dalí manifestò la sua ammirazione per l'opera di Bouguereau opponendolo a Picasso ed aprendo la porta alla rivalutazione del pittore francese. Nel libro "I cornuti della vecchia arte moderna" Dalì scrisse:
Dopo la retrospettiva dedicata a Bouguereau organizzata al Petit Palais nel 1984, la considerazione per l'opera di Bouguereau aumentò progressivamente, sullo sfondo delle controversie fra sostenitori e detrattori di una rivalutazione dell'arte accademica. Con tutto ciò, all'apertura del Museo d'Orsay nel 1986, l'esposizione di quadri accademici venne ancora severamente bocciata dalla maggioranza dei critici.
Nel 2001 Fred Ross, presidente dell'Art Renewal Center, che sosteneva la riabilitazione di Bouguereau, fustigò senza mezzi termini quella critica che egli stimava essere una forma evidente di "propaganda" del modernismo, poiché secondo lui aveva condotto al « sistema di pensiero più oppressivo e restrittivo di tutta la Storia dell'Arte ».
Ross fece anche pubblicare un catalogo ragionato delle opere di Bouguereau redatto da Damien Bartoli. Nel 2006-2007 ebbe luogo una mostra dedicata a Bouguereau e ai suoi allievi e seguaci americani nel Philbrook Museum of Art. L'elevata quotazione dei quadri testimoniò un forte ritorno di interesse da parte dei collezionisti e del gusto del pubblico per le tele di Bouguereau esposte nei musei americani ed europei.
Il dibattito sulla validità artistica dell'accademismo era ed è ancora attuale.

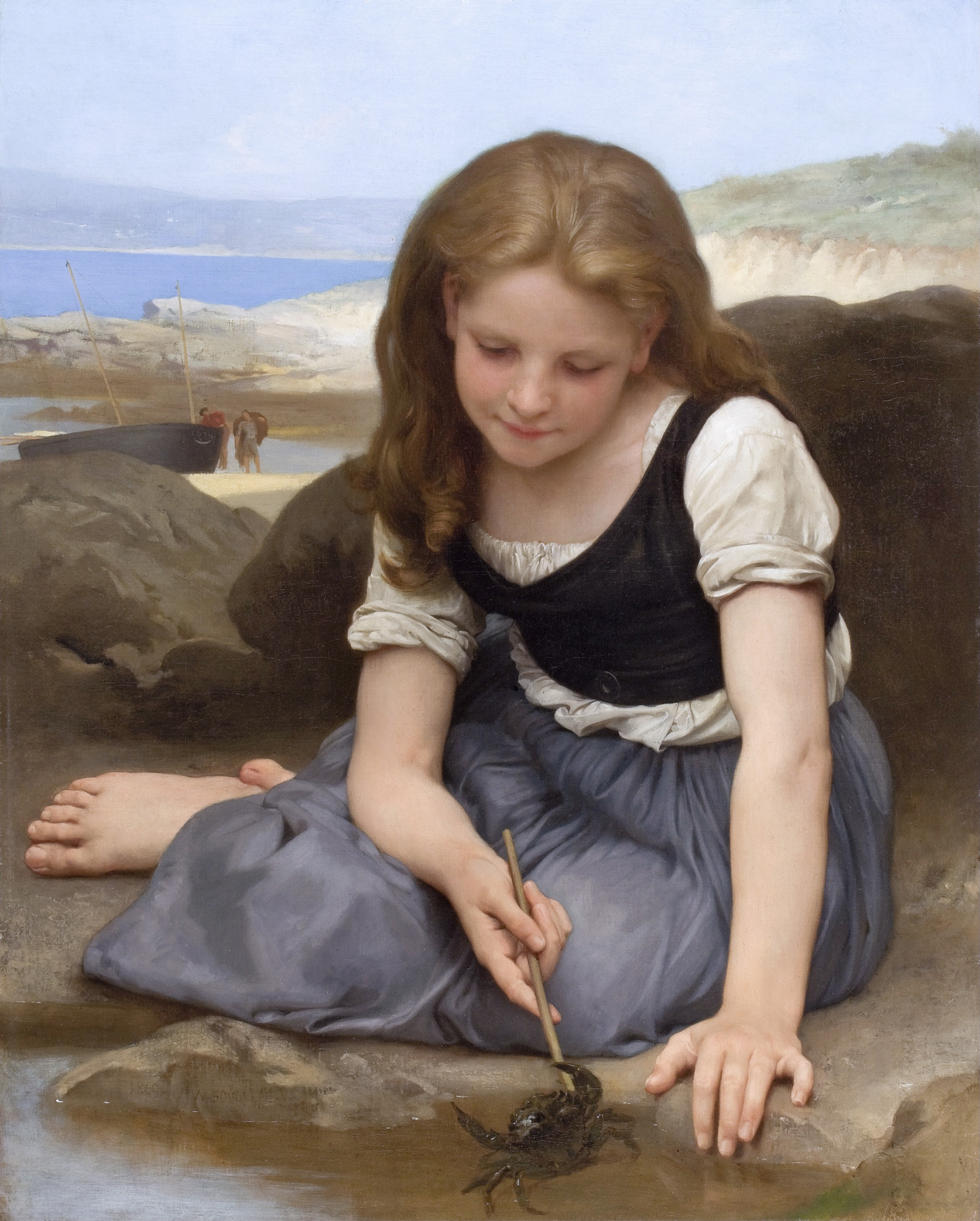
Il granchio

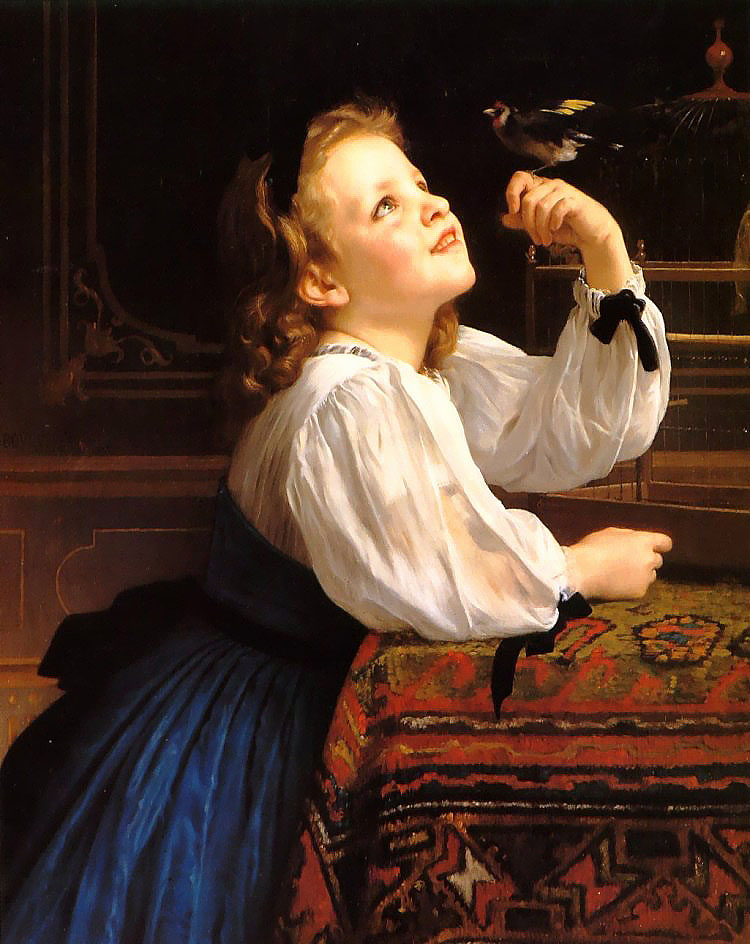
Studiando l'uccellino, 1869

La piccola magliaia, 1882

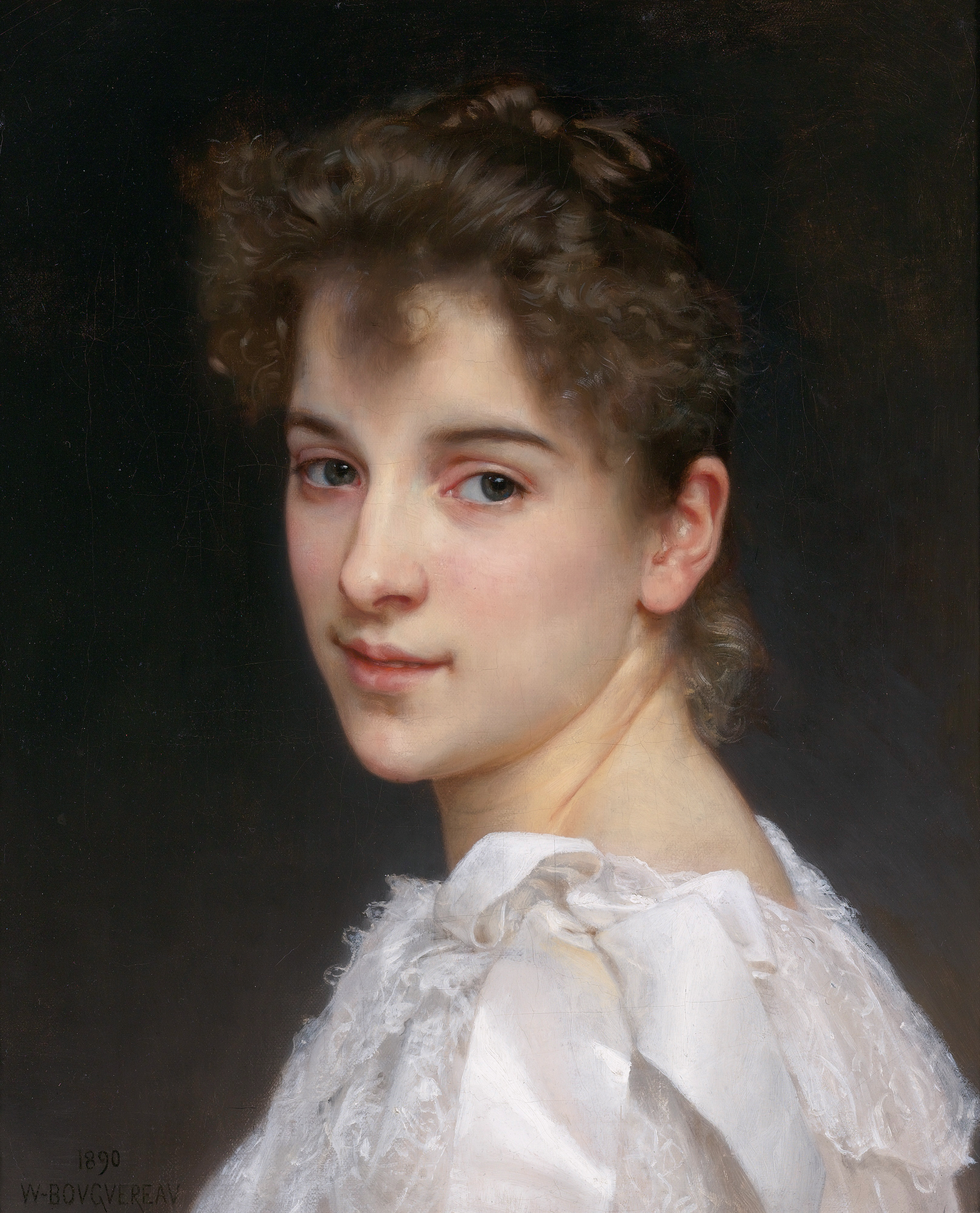
Gabrielle Cot, 1890

## Alcune opere
- 1848 - Uguaglianza davanti alla morte
- 1849 - Ulisse riconosciuto da Euriclea
- 1850 - Dante e Virgilio
- 1851 - Amore fraterno
- 1856 - La Danza
- 1859 - Il giorno dei morti
- 1862 - Baccante che gioca con una capra
- 1865 - Famiglia indigente
- 1866 - Prime carezze
- 1867 - L'Arte e la Letteratura
- 1867 - Sola al mondo
- 1869 - La sorella maggiore
- 1869 - La piccola maglierista
- 1869 - La magliaia
- 1870 - Bagnante
- 1873 - Ninfe e satiro
- 1874 - Omero e la sua guida
- 1875 - Dopo il bagno
- 1875 - Sulla sponda del ruscello
- 1875 - Flora e Zefiro
- 1876 - Pietà
- 1878 - La Carità
- 1878 - Un'anima in Cielo
- 1879 - Nascita di Venere
- 1879 - Il riposo
- 1880 - Giovinetta che si difende da Eros
- 1880 - Flagellazione di Nostro Signore Gesù Cristo
- 1881 - L'Aurora
- 1882 - Il Crepuscolo
- 1882 - Umori notturni
- 1882 - Le raccoglitrici di nocciole
- 1884 - La Pleiade perduta
- 1884 - Abito da campagna
- 1884 -  Biblide
- 1885 - La giovane pastorella
- 1886 - La Primavera
- 1886 - Bambino al bagno
- 1888 - Il primo lutto
- 1888 - Cupido e la farfalla
- 1889 - La pastorella
- 1889 - I sussurri dell'amore
- 1890 - La "Bohemienne"
- 1890 - Amore e Psiche, bambini
- 1890 - I piccoli mendicanti
- 1890 - Gabrielle Cot
- 1891 - Cupido bagnato
- 1891 - Il lavoro interrotto
- 1891 - La guardiana di oche
- 1893 - Innocenza
- 1894 - Studio per una testa
- 1895 - Il rapimento di Psiche
- 1895 - Ragazza
- 1896 - L'onda
- 1897 - L'ammirazione
- 1897 - Compassione
- 1898 - Ispirazione
- 1898 - L'assalto
- 1900 - La Vergine con gli angeli
- 1900 - Idillio infantile
- 1901 - Sogno di primavera
- 1902 - Le Oreadi
- 1902 - Giovane sacerdotessa
- 1904 - L'Oceanide
- N.D. - La battaglia fra Centauri e Lapiti

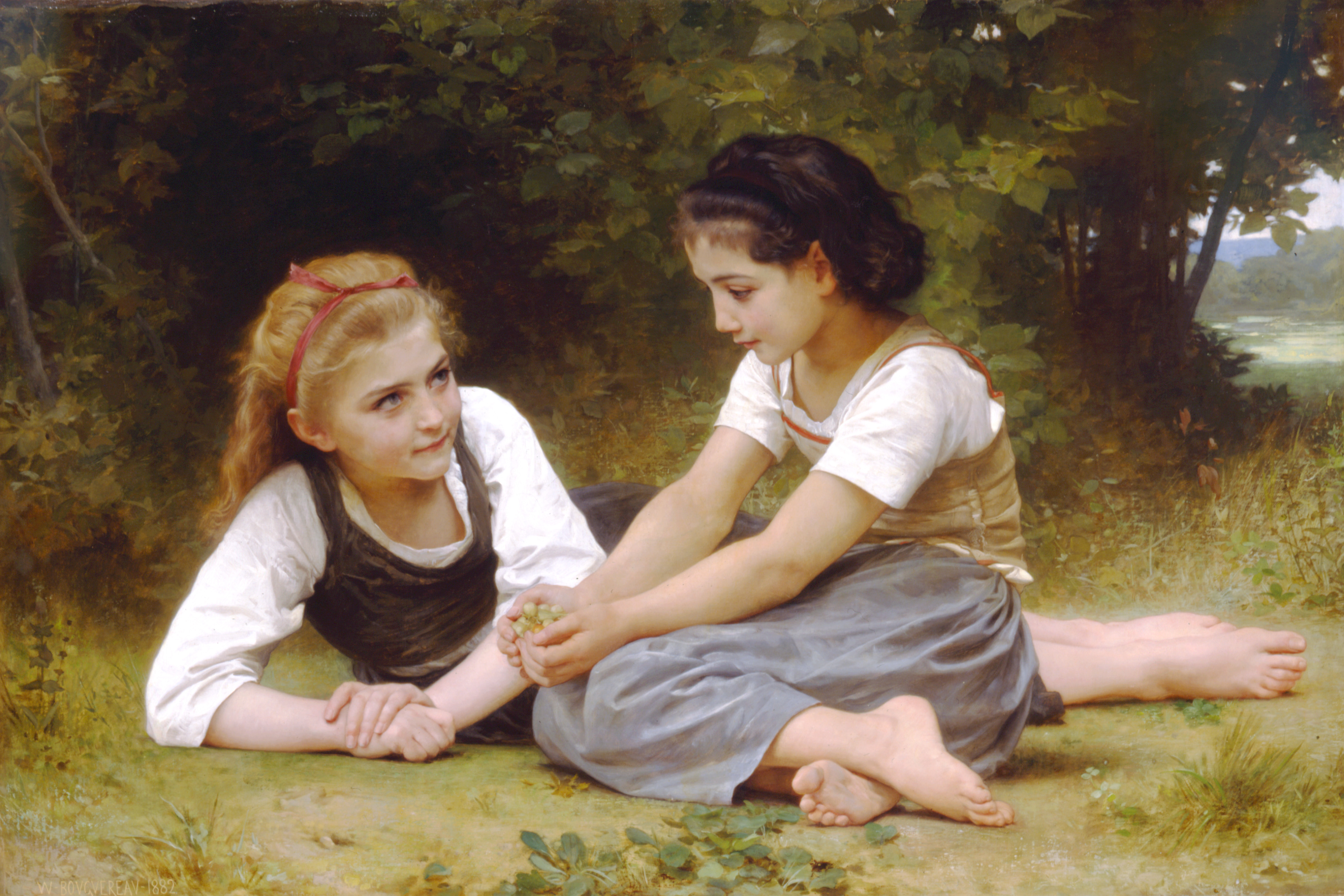
Le raccoglitrici di nocciole (1882)

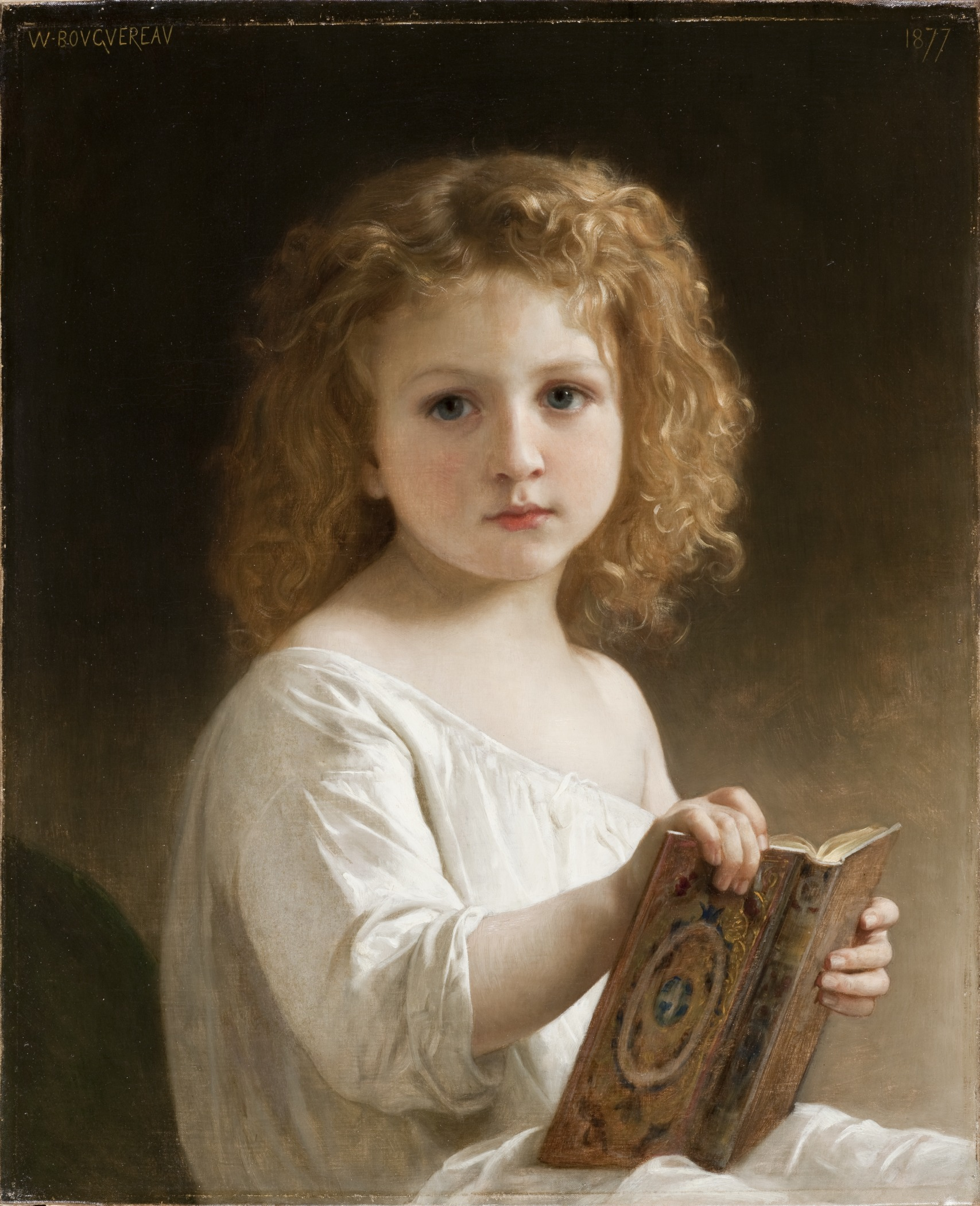
Il libro delle favole

## Allievi
Tra i suoi innumerevoli studenti, vi sono stati:
- William Barbotin
- Henri Beau (1863-1949)
- Henri Biva, presso la "Académie Julian"
- Georges A. L. Boisselier, presso la "Académie Julian"
- Clément Brun
- Jules-Cyrille Cavé
- Eanger Irving Couse
- Paul Chabas
- Alexander Jacques Chantron
- Minerva Josephine Chapman
- Louis-Joseph-Raphaël Collin (1850-1916)
- François-Alfred Delobbe
- Louis-Marie Désiré-Lucas
- Émilie Desjeux
- Théophile Deyrolle (1844-1923)
- Gustave Doyen
- Jean de Francqueville
- Elizabeth Jane Gardner
- Maria Gażycz (1860-1935)
- Gabriel Guérin (1869-1916)
- Gustave Jacquet (1846-1909)
- Émile Jourdan (1860-1931)
- John Saint-Helier Lander
- Jean Laronze
- Charles Amable Lenoir
- Eugène Lomont
- Albert Lynch
- Georges Meunier
- Sara Page
- Léon Bazile Perrault
- Julius Rolshoven
- Jules Ronsin (1867-1937)
- Eugénie Salanson
- Lucien Simon
- Viktor Karlovič Štember, presso la "Académie Julian"
- Émile Vernon

## Galleria d'immagini

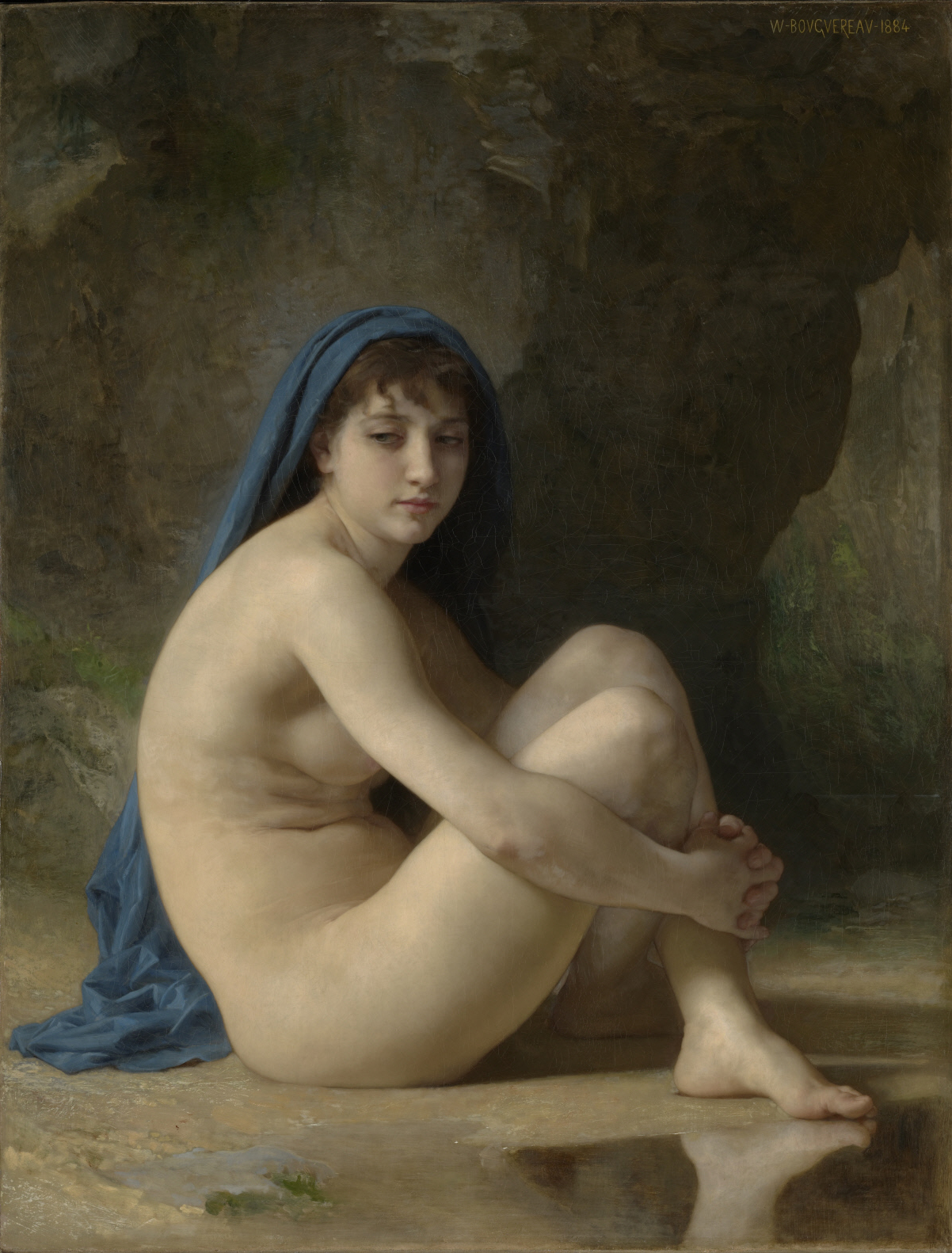
Nudo seduto (1884)
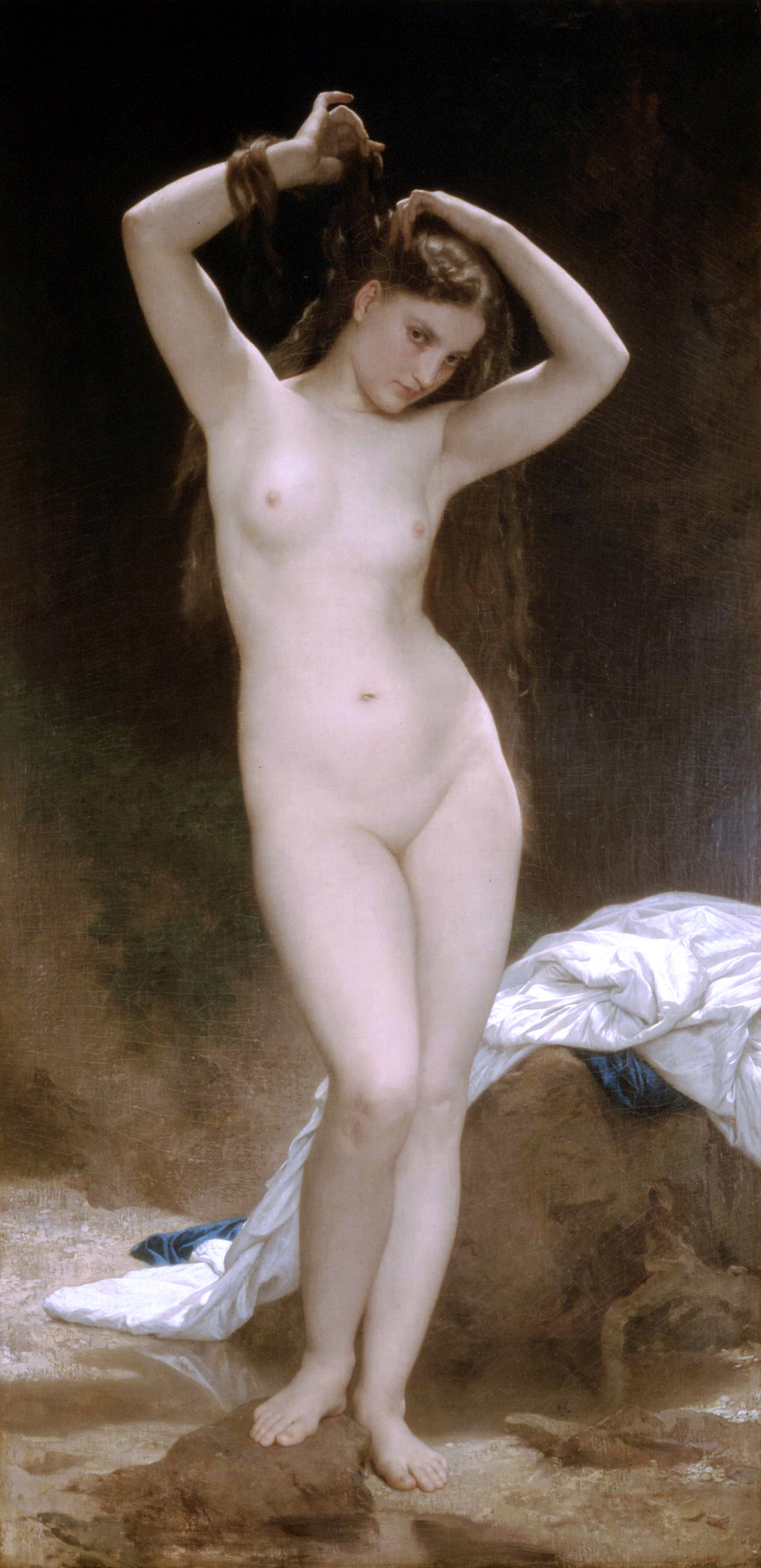
Bagnante (1870)
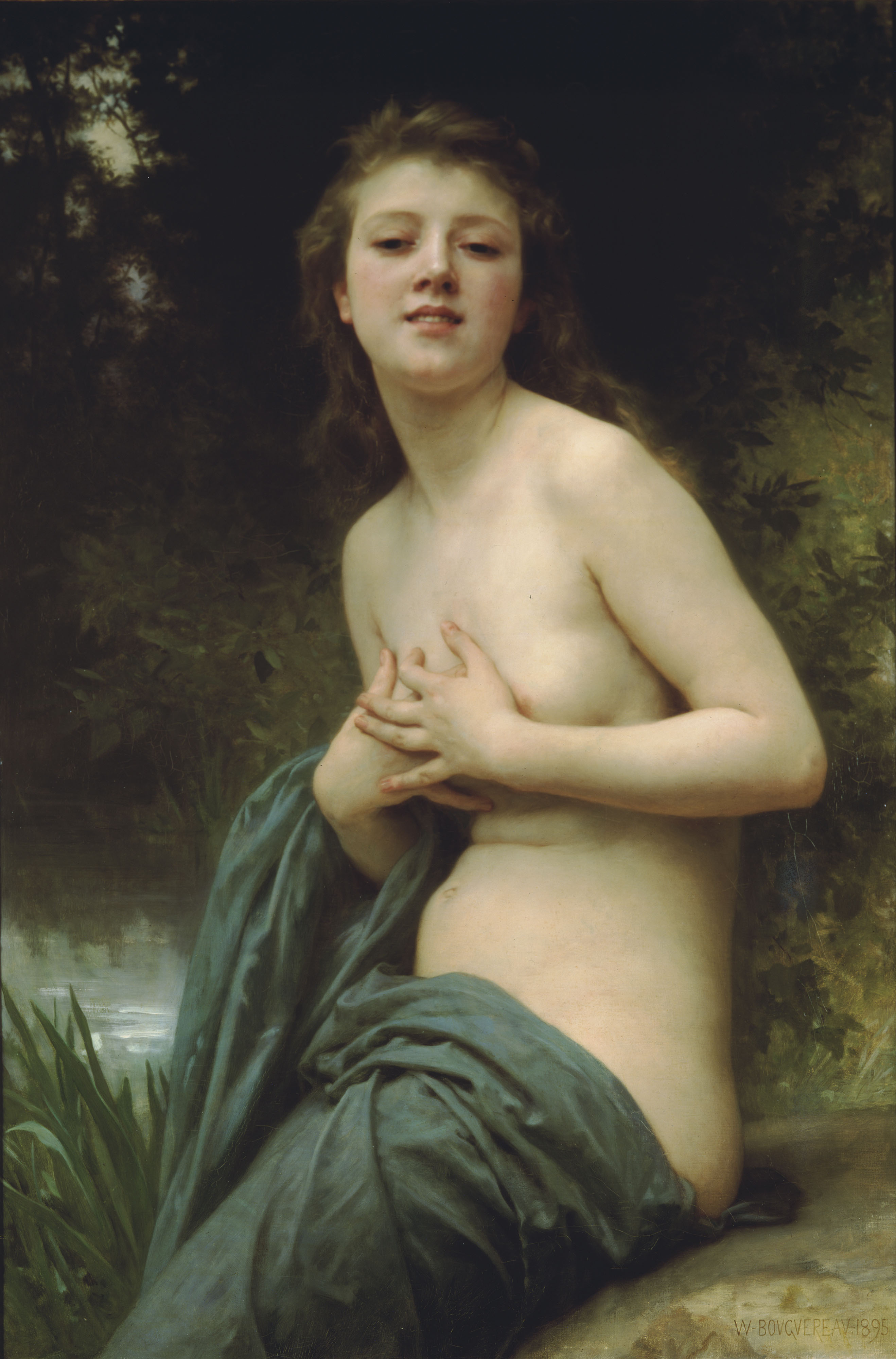
Brezza di primavera (1895)
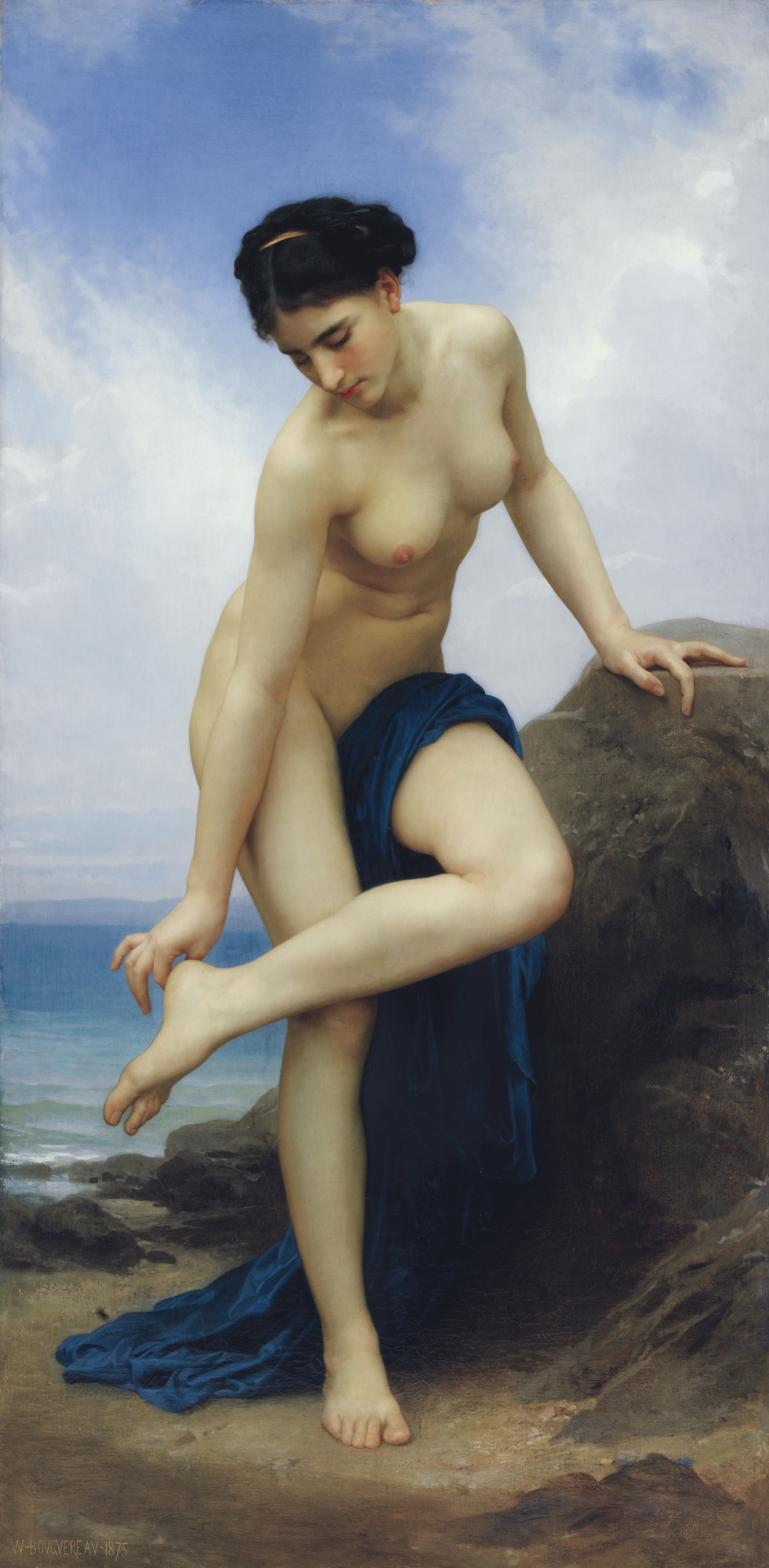
Dopo il bagno (1875)
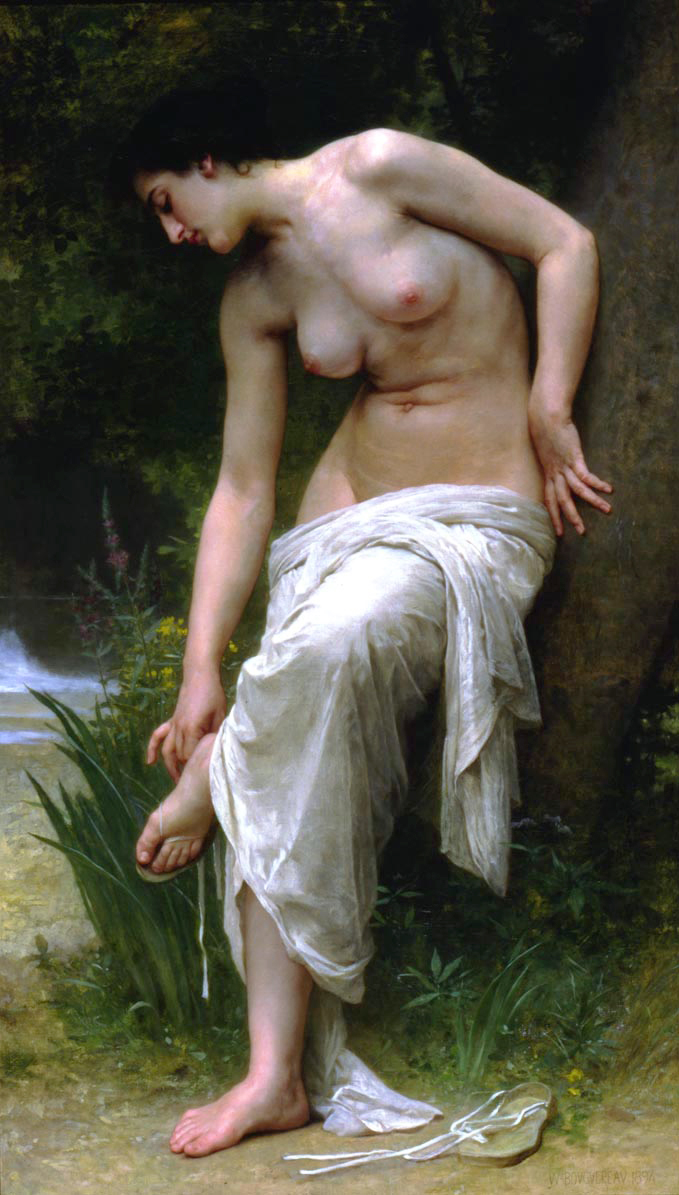
Dopo il bagno (1894)
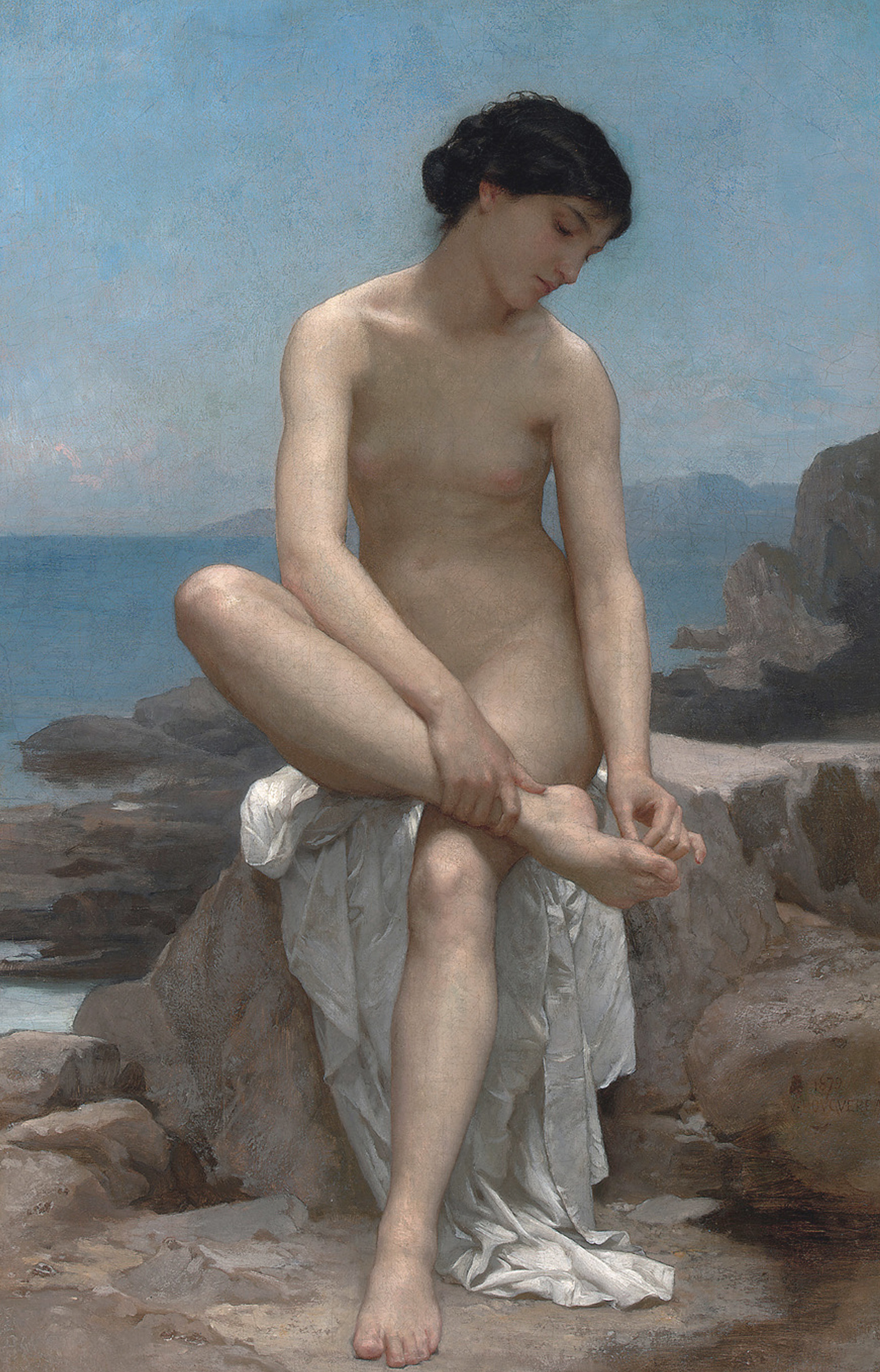
La bagnante (1879)
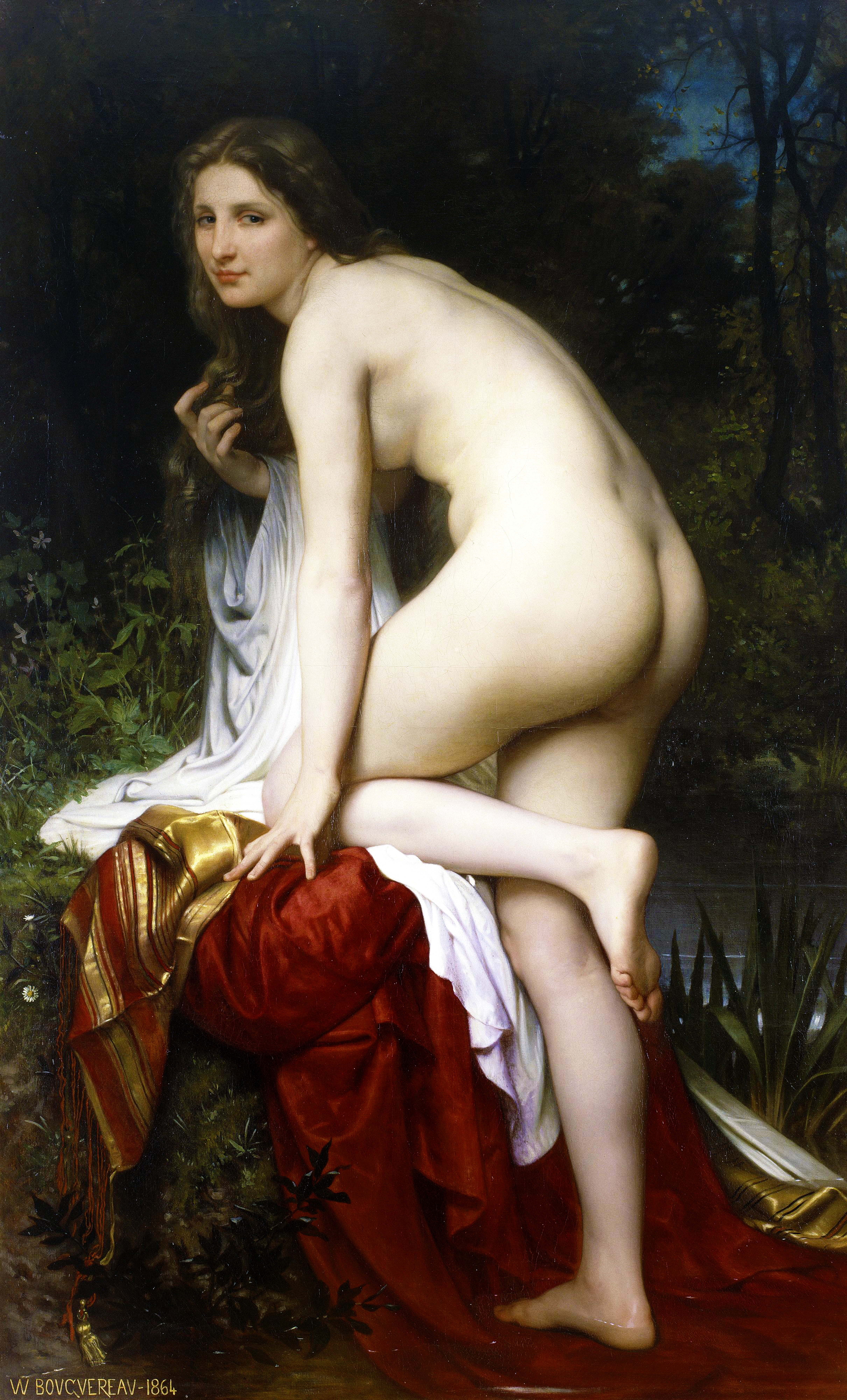
Bagnante (1864)
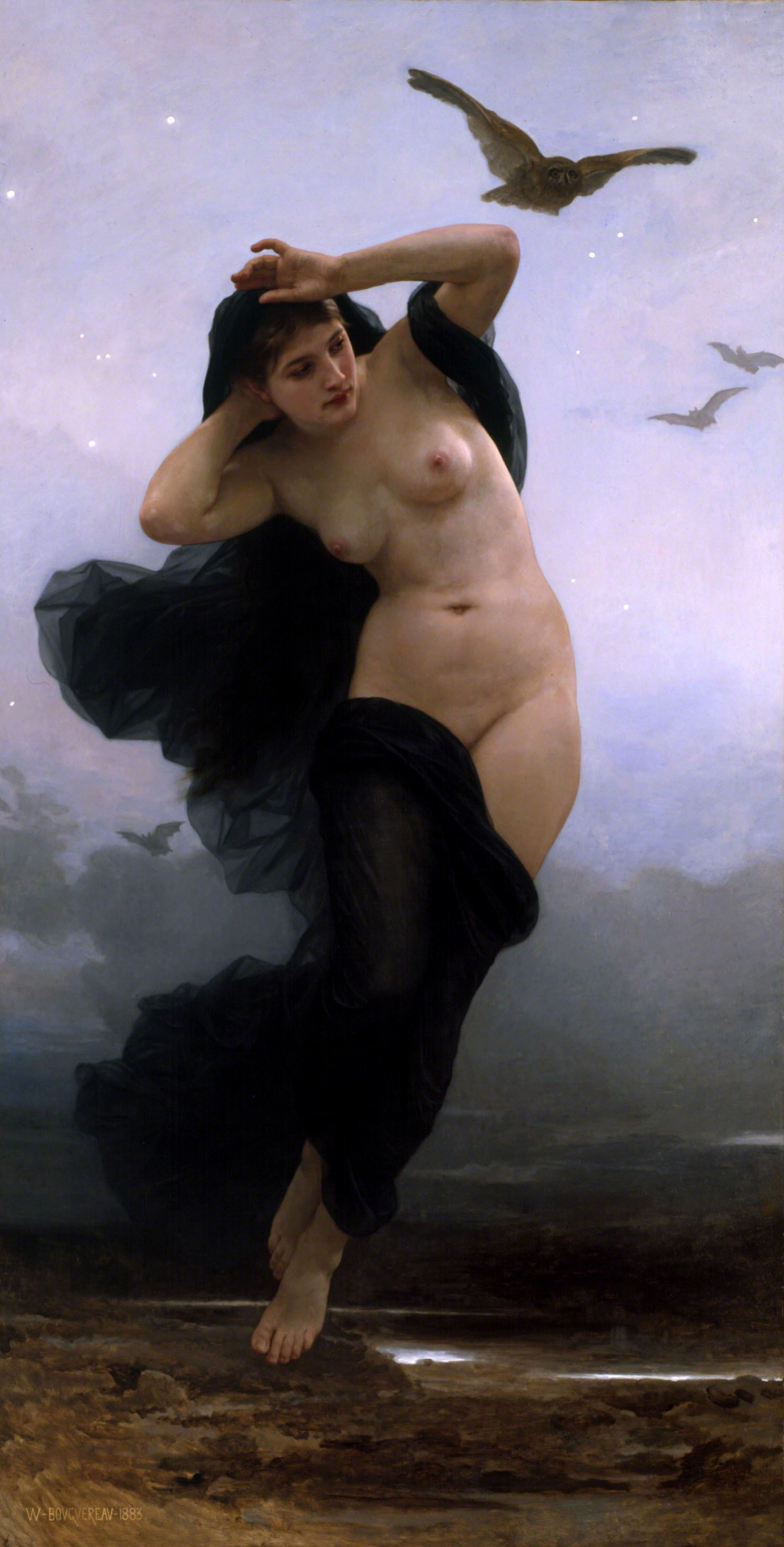
La notte (1883)
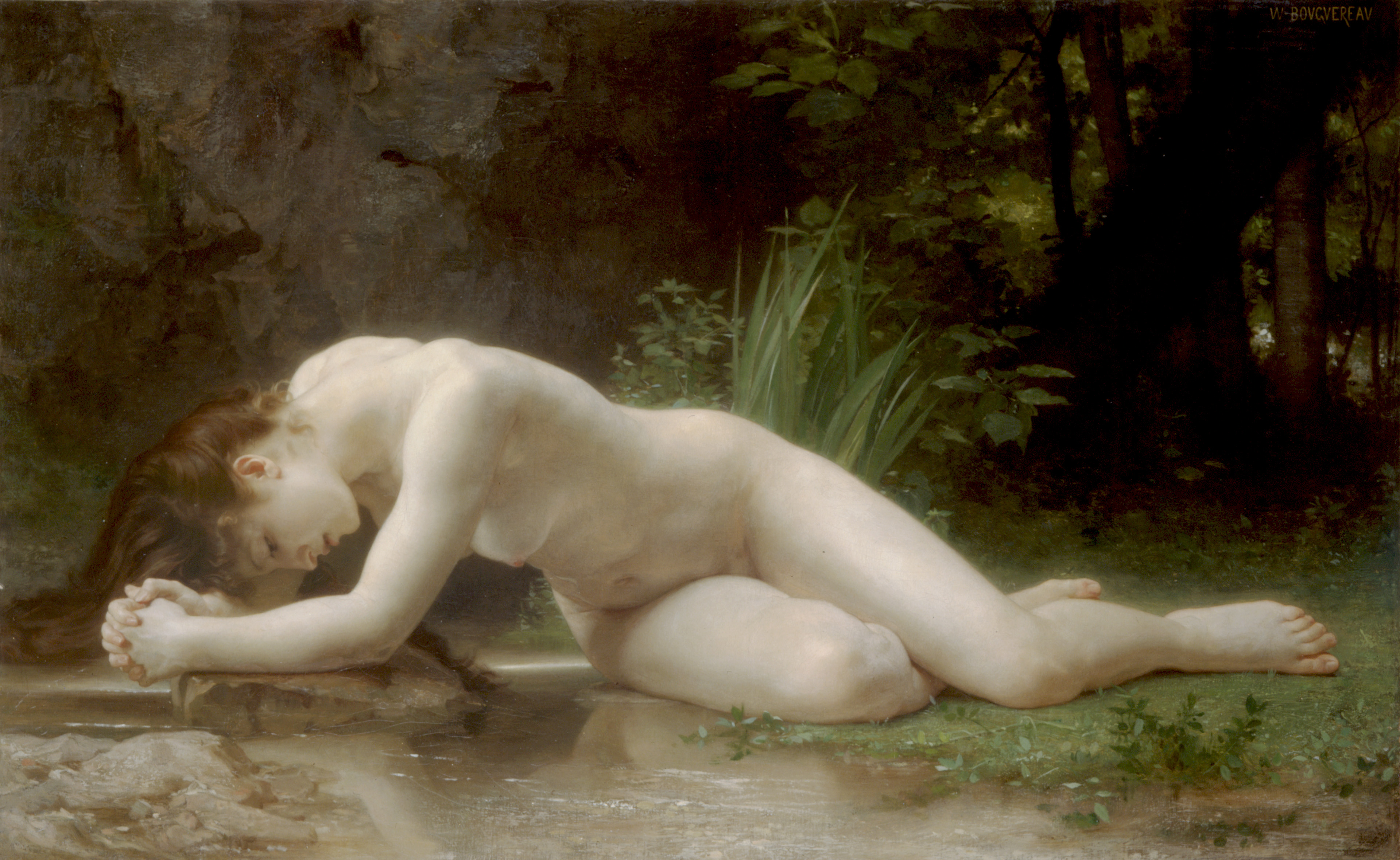
Biblis (1884).
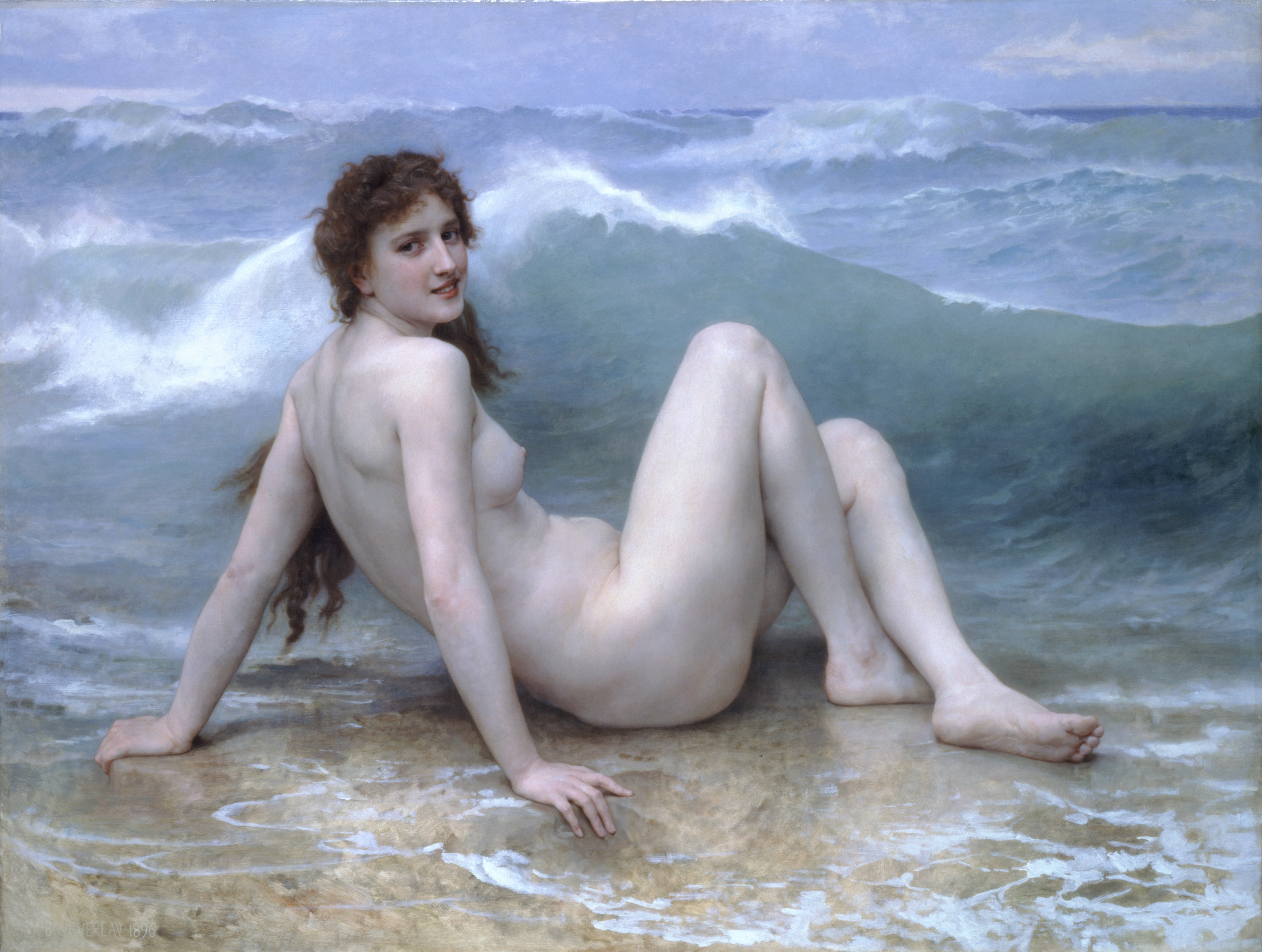
L'onda (1896).
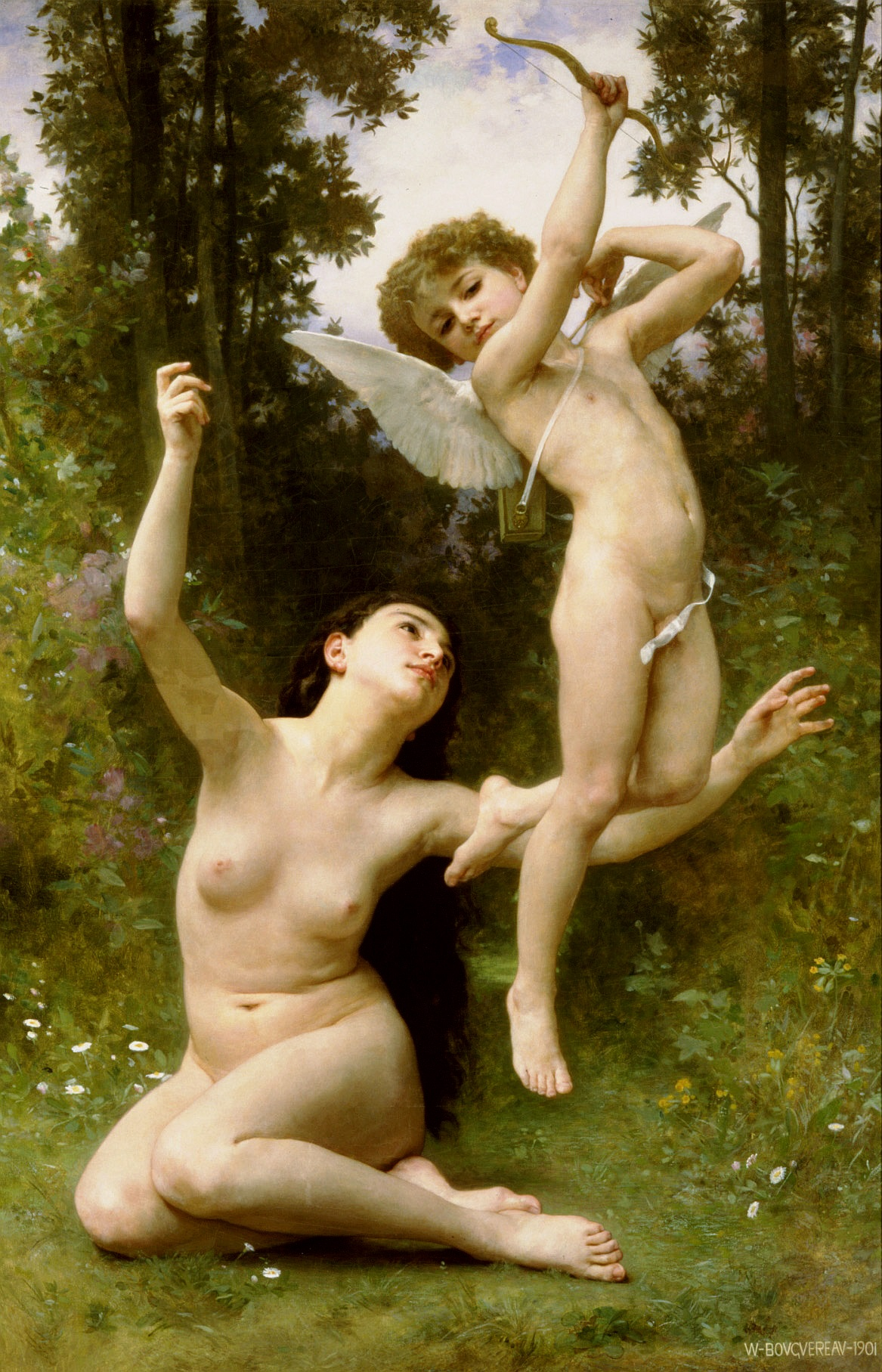
L'Amour s'envole (1901).
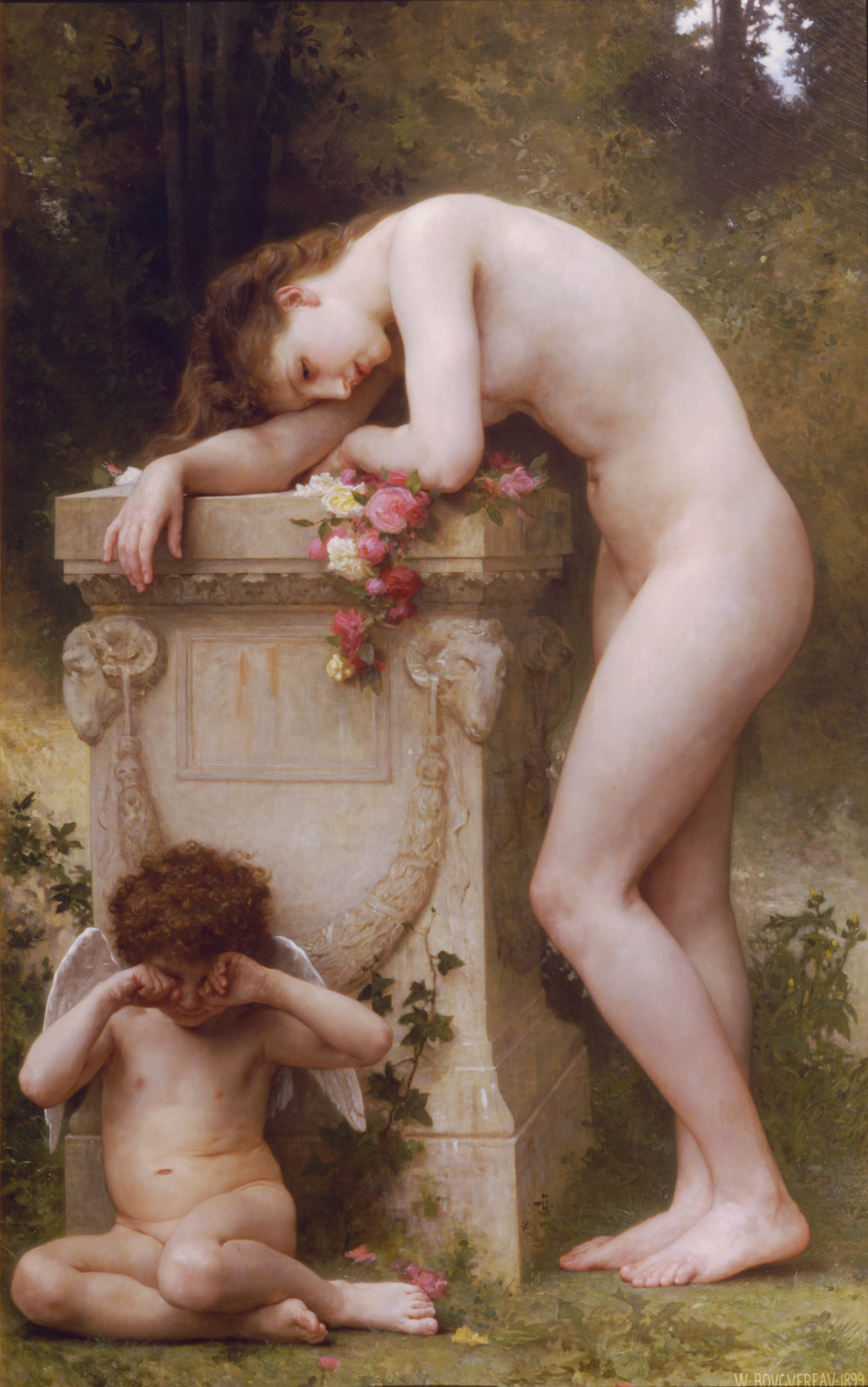
Elegia (1899).

### Monografie
- (EN) Fronia E. Wissman, Bouguereau. Edizioni Pomegranate Communications, 1996.
- (EN) James F. Peck, In the Studios of Paris : William Bouguereau & His American Students. Edizioni Philbrook Museum of Art, 2006

### Cataloghi
- R. Jullian, Œuvres italiennes de Bouguereau, aprile-giugno 1948. Edizione "Association des Amis du Musée de Lyon", 1948.
- (EN) Mario Amaya, Robert Isaacson, William Adolphe Bouguereau, Edizione New York Cultural Center, New York, 1974
- (EN) Louise d'Argencourt et Mark Steven Walker, William Bouguereau. Edizione The Montréal Museum of Fine Arts, Montréal, Canada, 1984
- (EN) William Adolphe Bouguereau, L'Art Pompier. Edizione Borghi & Co., New York, 1991

### Articoli
- (EN) John Russell, « Art: Cultural Center Honors Bouguereau », in New York Times, 1974.
- (EN) « The Bouguereau Market », in The Art Newsletter, 6 gennaio 1981
- (EN) Michael Gibson, « Bouguereau's Photo-Idealism », in International Herald Tribune, 1984
- (EN) Mark Roth, Gifted artist? « Bouguereau's work controversial more than a century after his death », in Pittsburgh Post-Gazette, 21 agosto 2007